# Буффон, Джанлуиджи
Джанлуи́джи Буффо́н (итал. Gianluigi Buffon, итальянское произношение: [dʒanluˈiːdʒi bufˈfɔn]; род. 28 января 1978, Каррара, Тоскана) — итальянский футболист, вратарь. Считается одним из лучших вратарей всех времён. Является рекордсменом по количеству игр в чемпионате Италии, а также по количеству минут в этом турнире без пропущенных голов. На протяжении всей карьеры выигрывал множество индивидуальных наград. Провёл в сумме более 1000 профессиональных матчей. Офицер ордена «За заслуги перед Итальянской Республикой».
Первым клубом Буффона на взрослом уровне стала «Парма», в составе которой он в 1995 году дебютировал в чемпионате Италии. Вскоре Джанлуиджи стал одним из самых перспективных итальянских вратарей, а в 1999 году выиграл со своим клубом Кубок Италии, Кубок УЕФА и Суперкубок Италии. В 2001 году он перешёл в «Ювентус» за на тот момент рекордную для вратаря сумму в 52,9 миллиона евро. В составе туринского клуба Буффон стал одним из лучших игроков в мире на своей позиции, десять раз становился чемпионом Италии, четыре раза одержал победу в Кубке Италии и пять — в Суперкубке. Помимо этого, в сезоне 2006/07 он выиграл Серию B. Джанлуиджи стал первым голкипером, который был признан лучшим футболистом года в Италии и рекордные 12 раз признавался лучшим вратарём года в Италии. В 2017 году выиграл первую в истории награду The Best FIFA Goalkeeper. В 2018 году, после 17 лет, проведённых в «Ювентусе», Буффон подписал контракт с французским «Пари Сен-Жермен», в котором стал капитаном и выиграл вместе с командой Суперкубок Франции и чемпионский титул Лиги 1, однако уже по окончании сезона вернулся в «Ювентус», а затем и в «Парму».
Пройдя через молодёжные команды национальной сборной Италии, в 1997 году Буффон дебютировал в составе главной команды. Он провёл за сборную 176 матчей и стал её рекордсменом по количеству игр, также занимая десятое место по матчам в национальных сборных за всё время. В 2010 году Буффон стал капитаном своей сборной, кем и оставался до завершения карьеры в ней в 2018 году. Принял участие в пяти чемпионатах мира (1998, 2002, 2006, 2010, 2014). В 2006 году стал победителем этого турнира, а также был признан лучшим его вратарём. Помимо этого, Буффон сыграл на четырёх чемпионатах Европы (2004, 2008, 2012, 2016), двух Кубках конфедераций (2009, 2013) и Олимпийских играх 1996 года.
В 2004 году он был включён в список 125 величайших игроков мира по версии Пеле. В 2006 году занял второе место в голосовании на награду «Золотой мяч», уступив лишь другому итальянцу Фабио Каннаваро. В сезоне 2002/03 Буффон стал первым вратарём, признанным лучшим футболистом года в клубном европейском сезоне, а в 2016 году он стал первым вратарём, который получил награду Golden Foot. Также Буффон рекордные пять раз был признан лучшим вратарём мира по версии МФФИИС, наряду с Икером Касильясом и Мануэлем Нойером.

## Ранние годы
Джанлуиджи Буффон родился 28 января 1978 года в итальянском городе Каррара, в семье, которая в большинстве своём состояла из спортсменов. Его мать Мария Стелла участвовала в соревнованиях по толканию ядра, была трёхкратной чемпионкой Италии в этой дисциплине. Адриано, отец Джанлуиджи — был легкоатлетом, участвовал в соревнованиях по метанию диска. После завершения своих спортивных карьер они работали учителями физкультуры в школах. Джанлуиджи является самым младшим ребёнком в семье, две его сестры Гвендалина (1973) и Вероника (1975), играли в волейбол за сборную Италии, а его дядя, Данте Мазокко, был баскетболистом и выступал в чемпионате Италии по баскетболу, а также представлял национальную команду в этом виде спорта. Итальянский вратарь Лоренцо Буффон, выступавший в своё время в составе «Милана», «Интера» и футбольной сборной Италии, является дальним родственником Джанлуиджи.
Буффон с детства начал увлекаться игрой на тотализаторе. К этому увлечению его пристрастили дядя Джанни и тётя Мария, у которых он проживал зимой, пока не пошёл в школу. Именно во время пребывания у дяди и тёти среди снежных сугробов в маленьком городе Пертегада молодой Буффон проводил свои первые игры с футбольным мячом. Среди прочего, в это время Джанлуиджи начал коллекционировать наклейки Panini, с тех пор ему удалось собрать практически всю их коллекцию. Летом Буффон возвращался к родителям в Каррару, там он проводил много времени на пляже со своими сёстрами и кузенами. Во время игр на песке он часто падал и царапался, именно это, по мнению самого Буффона, помогло ему преодолеть страх падать на землю и принимать удары. Первой его футбольной командой стала «Каналетто», однако изначально у Джанлуиджи не было особой страсти к спорту. Свой первый матч он сыграл против более взрослой молодёжной команды «Каналетто», ему удалось забить в этой игре гол. Изначально Буффон играл на позиции полузащитника. Однажды ему пришлось подменить вратаря своей команды, в результате чего он впервые опробовал место голкипера. Впоследствии Джанлуиджи стал использоваться на этой позиции в более старшей команде 1976 года рождения, с которой даже выиграл чемпионат провинции. В дальнейшем Буффон перевёлся в «Пертикату».

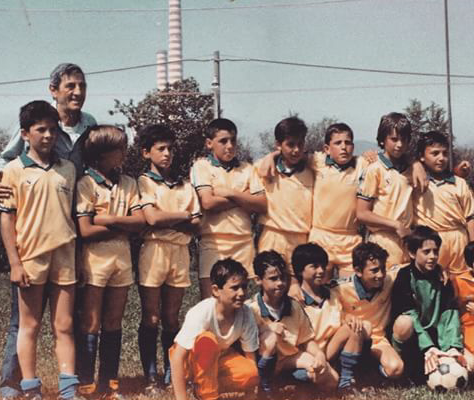
Буффон (крайний слева) в составе «Каналетто», 1986 год

Во время просмотра матчей чемпионата мира 1990 года Джанлуиджи открыл для себя сборную Камеруна, игры этой команды его особенно привлекали. В ней выступал вратарь Тома Н’Коно, ставший кумиром Джанлуиджи. Именно в 1990 году, в возрасте 12 лет, он решил стать вратарём; данному решению, помимо симпатии к Н’Коно, поспособствовали и советы отца, который увидел потенциал Буффона на месте голкипера. Однако «Пертиката» не нуждалась в ещё одном вратаре, из-за чего Буффон ушёл в «Бонасколу». Спустя несколько матчей на месте голкипера в новой команде ему стали предлагать вернуться в полузащиту, но он не сделал этого. Впоследствии Джанлуиджи вновь перевели в более старшую команду. Спустя десять месяцев игры на позиции вратаря Буффон стал демонстрировать хороший уровень игры, им заинтересовались некоторые большие клубы, в частности «Болонья», «Милан» и «Парма», во всех трёх командах он прошёл просмотр. В «Болонье» Джанлуиджи оставил приятное впечатление о себе, однако руководство команды не было уверено в его приглашении, в то время как представители «Милана» твёрдо решили заполучить Буффона, они даже направили документы его родителям. «Парма» проявила аналогичное желание переманить итальянского голкипера. Спортивный директор «пармезанцев» сомневался, однако тренер Эрмес Фульгони настоял на приглашении Буффона. В итоге Джанлуиджи выбрал именно «Парму», что на тот момент казалось неочевидным решением.

## Клубная карьера

### «Парма»

#### Молодёжная команда и привлечения к основному составу (1991—1996)
В «Парме» Буффон был зачислен в команду юниоров. Ему пришлось оставить свою семью и жить в пансионе напротив клубного стадиона «Эннио Тардини». В самом начале Буффон не был рад смене обстановки, однако со временем негативные эмоции ушли. Он старался поддерживать хорошие отношения со всеми своими соседями. Джанлуиджи вместе со своей командой выступал в провинциальном чемпионате, уровень которого был невысоким. Когда молодёжная команда начала играть на более высоком уровне, Джанлуиджи постепенно вошёл в рабочий ритм тренировок. В финале турнира в Генуе против молодёжной команды «Дженоа» Буффон отразил три пенальти и забил одиннадцатиметровый сам: он был лучшим пенальтистом в своей команде. Джанлуиджи исполнял пенальти в своей команде вплоть до начала выступлений на профессиональном уровне. В академии «Пармы» Буффон познакомился с Симоне Бароне, который впоследствии стал его большим другом.
В 1994 году Буффон стал привлекаться к основному составу команды из-за того, что основной вратарь команды Лука Буччи был задействован в составе сборной Италии на чемпионате мира, а потом собирался уйти в отпуск. В тот период времени Джанлуиджи отличался недисциплинированностью и бунтарским характером, из-за чего тренеры воспринимали его в негативном свете. В 1995 году второй вратарь «Пармы» Джованни Галли ушёл из команды. Ему на замену пришёл Алессандро Ниста, который впоследствии стал одним из лучших друзей Буффона, однако он практически сразу получил серьёзную травму. Позднее травмировался и Буччи. Джанлуиджи увидел свой шанс дебютировать в чемпионате Италии и усердно готовился к предстоящему матчу с «Миланом». В результате главный тренер команды Невио Скала принял решение поставить молодого Буффона в основной состав. 19 ноября 1995 года в возрасте 17 лет Джанлуиджи Буффон дебютировал в матче Серии А 1995/96. Он совершил несколько сейвов, в результате чего счёт так и не был открыт. Буффона не оказалось на командном снимке перед матчем, так как он по привычке из молодёжного футбола сразу после приветствий направился в ворота.
В возрасте 18 лет Буффон подписал свой первый профессиональный контракт с «Пармой» на пять лет. Тем не менее после возвращения голкипера Буччи Буффон вновь отправился в молодёжную команду, лишь изредка привлекаясь к играм основного состава. По итогам сезона «Парма» заняла шестое место в чемпионате Италии, квалифицировавшись в Кубок УЕФА. Во время своего пребывания в составе «пармезанцев» Буффон тренировался под руководством тренера вратарей Вильяма Векки, благодаря работе с которым Джанлуиджи, по его собственным словам, стал гораздо лучше как игрок.

#### Первые трофеи и признание (1996—2001)
В 1996 году на смену Невио Скале пришёл Карло Анчелотти, при новом тренере Буффон стал резервным вратарём, однако практически всегда оставался на скамейке запасных. Его не устраивала такая роль, в связи с чем он попросил руководство продать его, однако Буффона уговорили остаться. «Парма» провела невыразительное начало сезона 1996/97, из-за чего в команде произошли перестановки. Основным вратарём команды стал Буффон, Фабио Каннаваро был переведён в центр защиты, а компанию ему составил Лилиан Тюрам. Зимой, в гостевом матче против «Милана», произошёл переломный момент: благодаря голу Марио Станича «Парма» победила и начала подниматься вверх по турнирной таблице матч за матчем, в результате чего заняла второе место к концу чемпионата. Буффон провёл 27 матчей в том сезоне. Также он дебютировал в Кубке УЕФА, это произошло 24 сентября 1996 года, когда итальянскому вратарю было 18 лет. «Парма» тогда уступила «Витории Гимарайнш» со счётом 0:2.
В сезоне 1997/98 «Парма» заняла шестое место в Серии А и вышла в полуфинал Кубка Италии. По ходу сезона Буффон дебютировал и в Лиге чемпионов: игра отборочного этапа окончилась победой 3:1 над «Видзевом». В том же сезоне Джанлуиджи дебютировал и на групповом этапе турнира, это произошло в матче против «Галатасарая», который завершился победой со счётом 2:0. Также по ходу сезона Буффон получил прозвище «Супермен». Это случилось после того, как он отбил удар с пенальти от нападающего «Интера» Роналдо. Буффон отпраздновал положительный для себя результат, показав фанатам «Пармы» футболку с эмблемой героя комиксов, которую он носил под своей майкой. Буффон установил хорошие отношения с Анчелотти, однако в 1998 году тот ушёл в «Ювентус». Впоследствии в течение трёх лет «Парму» возглавляли Альберто Малезани, Арриго Сакки и Ренцо Уливьери, с ними всеми у Буффона сложились положительные отношения. Спустя четыре года в клубе Буффон впервые выиграл европейский трофей — Кубок УЕФА 1998/99, в финале турнира против «Марселя» он не пропустил ни одного мяча, в результате чего «Парма» одержала победу со счётом 3:0. В сезоне 1998/99 Джанлуиджи вместе со своей командой выиграл и Кубок Италии. Благодаря своим выступлениям в том сезоне он впервые был признан лучшим вратарём года в Италии, а также получил трофей «Браво», который присуждался лучшему молодому футболисту года в Европе. Также Буффон занял пятое место в рейтинге лучших вратарей мира от МФФИИС и впервые был номинирован на награду «Золотой мяч».
В следующем сезоне 1999/2000 Буффон выиграл свой первый Суперкубок Италии. В сезоне 2000/01 Джанлуиджи вновь вышел вместе со своей командой в финал Кубка Италии, однако на этот раз они потерпели поражение от «Фиорентины». «Парма» в третий раз подряд завершила сезон Серии А на четвёртом месте. Буффон во второй раз в своей карьере был признан лучшим вратарём года в Серии А, а также занял третье место в рейтинге лучших голкиперов мира по версии МФФИИС. Летом 2001 года к Буффону возник активный интерес со стороны нескольких клубов. Слухи об интересе «Ювентуса» к итальянскому голкиперу продолжались на протяжении полутора последних лет. В Джанлуиджи была заинтересована и «Рома», однако римский клуб в итоге купил Ивана Пелиццоли. Интерес проявляла и испанская «Барселона». Джанлуиджи нравилась перспектива игры в Испании, однако его семья была против этого. В итоге Буффон перешёл в «Ювентус». Вместе с ним отправился и его партнёр по «Парме» Тюрам, что придало Буффону уверенности в первое время в новой команде.

### «Ювентус»
В начале июля 2001 года туринский «Ювентус» заплатил за переход Буффона 52,9 миллиона евро, эта сумма на тот момент стала самой большой в истории футбола, которая была заплачена за вратаря. В новой команде Джанлуиджи получил первый номер, который освободился после ухода Эдвина ван дер Сара в «Фулхэм». На приобретении голкипера лично настоял почётный президент клуба, Умберто Аньелли. Трансфер Буффона стал на тот момент самым дорогим для «Ювентуса» за всю историю, лишь в 2016 году с приобретением Гонсало Игуаина рекорд Буффона был побит. Буффон был самым дорогим вратарём в истории до 2018 года.

#### Начало карьеры в Турине (2001—2004)
26 августа 2001 года Буффон дебютировал за «Ювентус» в матче Серии А 2001/02, свой первый матч он отстоял «на ноль», благодаря чему «бьянконери» победили «Венецию» со счётом 4:0. В следующей игре Буффон аналогично не пропустил, первый гол в его ворота смогли забить лишь в третьем матче за «Ювентус», это сделал Массимо Мараццина. Дебют Буффона в Лиге чемпионов за «Ювентус» произошёл 18 сентября в матче против «Селтика». В своём первом сезоне в составе «старой синьоры» Буффон провёл 45 официальных матчей, чем помог своей команде победить в чемпионате Италии. Буффон пропустил лишь 23 гола в 34 матчах Серии А. «Ювентус» также смог дойти до финала Кубка Италии в том сезоне, где уступил бывшему клубу Джанлуиджи — «Парме». Несмотря на критику в СМИ за некоторые ошибки в начале сезона, в частности в игре против «Кьево», Буффон был в третий раз в карьере признан лучшим вратарём года в Италии.
В начале сезона 2002/03 «Ювентус» выиграл Суперкубок Италии, обыграв «Парму». В целом Джанлуиджи провёл впечатляющий сезон, в общей сложности сыграв 48 матчей во всех турнирах, 32 из которых были в Серии A. Он помог «Ювентусу» выйти в финал Лиги чемпионов, в котором его команда проиграла «Милану» в серии послематчевых пенальти после нулей в основном времени матча. Буффон сумел отразить два удара с точки, однако это не спасло его команду от поражения. «Ювентусу» удалось во второй раз подряд победить в Серии А в том сезоне. В 2003 году Буффон в четвёртый раз стал лучшим вратарём Серии А. Также он стал первым и единственным голкипером, который был признан лучшим футболистом года на клубном уровне по версии УЕФА. В этом году он впервые попал в символическую сборную года по версии УЕФА, а также впервые был назван лучшим вратарём мира по версии МФФИИС. Буффона номинировали и на «Золотой мяч», однако в голосовании он занял лишь девятое место. Сезон 2003/04 начался для Буффона с очередной победы в матче за Суперкубок Италии, на этот раз по результатам серии пенальти был обыгран «Милан». «Ювентус» завершил своё выступление в Лиге чемпионов уже на стадии 1/8 финала, в Серии А остановился на третьем месте, а также вышел в финал Кубка Италии. В начале этого сезона Буффон провёл свой 100-й матч за «Ювентус», игра группового этапа Лиги чемпионов против «Олимпиакоса» завершилась с победным счётом 2:1. В марте 2004 года Пеле назвал Буффона одним из 125 лучших ныне живущих футболистов, однако звание лучшего голкипера Италии получил вратарь «Милана» Дида. Тем не менее Джанлуиджи вновь попал в символическую сборную года по версии УЕФА и был признан лучшим голкипером мира по версии МФФИИС.

#### Понижение в Серию В, возвращение в Серию А и травмы (2004—2011)
Летом 2004 года «Ювентус» покинул главный тренер команды Марчелло Липпи, его заменил Фабио Капелло. В своём четвёртом сезоне за клуб Буффон провёл 37 матчей в Серии А и 48 игр во всех соревнованиях, а также выиграл своё третье за четыре года чемпионство в составе «бьянконери» и в пятый раз за карьеру был признан лучшим вратарём Серии А. «Ювентус» покинул Лигу чемпионов на стадии четвертьфинала, проиграв «Ливерпулю». Помимо этого, Джанлуиджи был номинирован в символическую сборную года от УЕФА. В августе 2005 года Буффон столкнулся с полузащитником «Милана» Кака в матче товарищеского турнира имени Луиджи Берлускони, из-за чего вывихнул плечо и ему потребовалась операция. «Милан» отправил в «Ювентус» голкипера Кристиана Аббьяти на один сезон в качестве компенсации. Буффон оправился после полученной травмы к ноябрю, однако его форма оставляла желать лучшего, из-за чего в стартовый состав Джанлуиджи полноценно вернулся лишь в январе, выиграв второе чемпионство подряд по окончании сезона. «Ювентус» вновь покинул Лигу чемпионов на стадии 1/4 финала, проиграв «Арсеналу», на этой же стадии «Ювентус» покинул и Кубок Италии, уступив «Роме». Матч против «Арсенала» стал для Джанлуиджи 200-м в составе «Ювентуса». Буффон был назван лучшим голкипером мира по версии МФФИИС в третий раз за свою карьеру, а также в шестой раз был признан лучшим голкипером Серии А. В голосовании на «Золотой мяч» в 2006 году Джанлуиджи занял второе место. Также он попал в символическую сборную года по версии FIFPro и УЕФА.

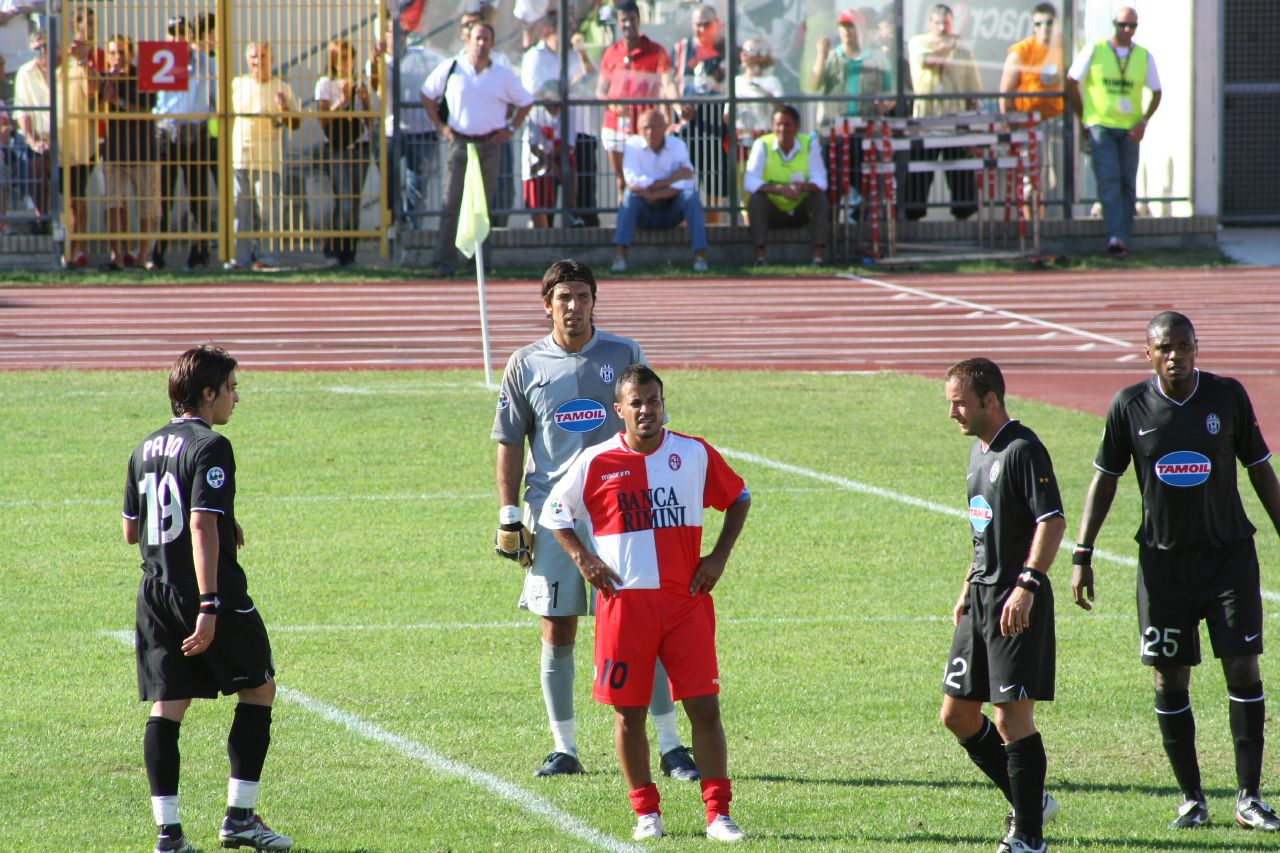
Буффон (в центре) в своём первом матче в Серии В

12 мая 2006 года несколько игроков, в том числе и Буффон, были обвинены в незаконных ставках на матчи Серии А. Буффон сотрудничал со следствием, в итоге все обвинения с него были сняты. Также в результате коррупционного скандала «Ювентус» был лишён двух последних чемпионских титулов Серии А, а также переведён в Серию B и оштрафован. После скандала в прессе возникли слухи о возможном уходе Буффона из команды, однако он решил остаться в «Ювентусе», несмотря на понижение команды. 9 сентября 2006 года Буффон дебютировал в Серии B, его первый матч в этом турнире окончился ничьей 1:1 против «Римини». В середине ноября Джанлуиджи получил первую красную карточку в своей карьере, это произошло в матче против «Альбинолеффе». В общей сложности он сыграл 37 матчей в Серии В. «Ювентус» одержал победу в чемпионате и вернулся в Серию А на сезон 2007/08. После возвращения в высшую лигу Буффон продлил контракт с клубом до 2012 года. В 2007 году он вновь попал в символическую сборную года по версии FIFPro, а также в четвёртый раз был признан лучшим голкипером мира по версии МФФИИС.
Буффон был одним из ключевых игроков «Ювентуса» в сезоне 2007/08, он помог «Ювентусу» занять третье место и выйти в Лигу чемпионов. Джанлуиджи сделал 94 сейва в 34 матчах лиги, также ему 16 раз удалось отстоять «на ноль», в результате чего он в седьмой раз в карьере был назван лучшим вратарём чемпионата Италии. Джанлуиджи в шестой раз подряд был номинирован на «Золотой мяч». В течение этого сезона Буффон начал страдать от проблем со спиной, вызванных грыжей межпозвоночного диска, из-за чего он пропускал некоторые матчи в следующие несколько сезонов. 10 марта 2008 года Буффон продлил свой контракт с клубом на пять лет, выразив желание выиграть с командой все возможные трофеи. В сезоне 2008/09 Джанлуиджи получил несколько травм, из-за чего был вынужден пропускать игры. С сентября по январь запасной вратарь Алекс Маннингер подменял Буффона, получая положительные оценки своих выступлений. Из-за травм, выступлений Маннингера и плохой формы «Ювентуса» к концу сезона, в прессе вновь возникли слухи, что Буффон хочет покинуть команду, однако в итоге он остался в «Ювентусе». Буффон вместе со своей командой завершил сезон на мажорной ноте, одержав две победы, что позволило им занять второе место после «Интера». В этом сезоне Буффон также сыграл свой 300-й матч за «Ювентус». Сезон 2009/10 «Ювентус» начал уверенно, однако по его ходу у команды случился спад в форме, они выбыли из Лиги чемпионов, заняв третье место в своей группе. Впоследствии они выбыли и на стадии 1/8 финала Лиги Европы проиграв «Фулхэму», а также в четвертьфинале Кубка Италии. Чемпионом вновь стал «Интер», а «Ювентус» закончил сезон на седьмом месте. Буффон же пропустил немало матчей из-за травм. В 2010 году он был признан лучшим вратарём десятилетия по версии МФФИИС. Первую половину сезона 2010/11 Буффон пропустил, так как он восстанавливался после очередной травмы, полученной во время чемпионата мира 2010 года. На это время его заменил Марко Сторари. «Ювентус» вылетел из группового этапа Лиги Европы, выбыл из Кубка Италии в четвертьфинале, а также закончил сезон Серии А на седьмом месте, не сумев выйти в европейские соревнования.

#### Новая эра побед (2011—2014)
В сезоне 2011/12 «Ювентус» возглавил Антонио Конте, ранее выступавший в составе «старой синьоры» как игрок. Под его руководством «Ювентус» вернул себе доминирующие позиции в Серии А. Буффон восстановил свою форму и в течение сезона множество раз спасал свою команду. «Ювентус» завершил сезон без поражений, выиграв своё первое чемпионство после коррупционного скандала, а также впервые за два года прошёл в Лигу чемпионов. В основном Конте использовал схему 3-5-2, благодаря чему Буффон находился в окружении трёх сильных защитников: Джорджо Кьеллини, Леонардо Бонуччи и Андреа Бардзальи. В том числе и из-за этого Джанлуиджи установил рекорд лиги — 21 матч без пропущенных голов за один сезон. Буффон 81 раз отбил мяч из своих ворот в этом сезоне Серии А, а также попал в символическую сборную из лучших игроков года в итальянском чемпионате.

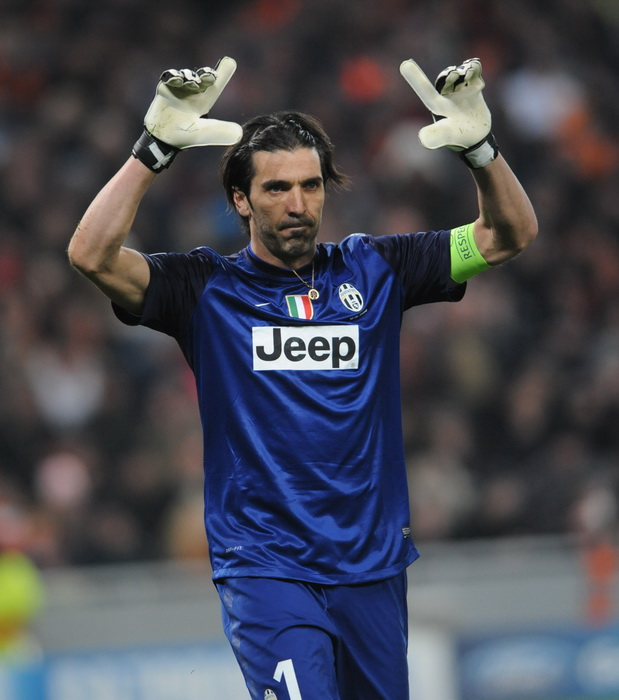
Джанлуиджи Буффон в 2012 году

11 августа 2012 года Буффон выиграл свой первый трофей в качестве нового капитана «Ювентуса», именно Джанлуиджи доверили капитанскую повязку после ухода Алессандро Дель Пьеро. Этим трофеем стал очередной Суперкубок Италии, когда «Ювентус» победил «Наполи» со счётом 4:2. Впоследствии Буффон получил небольшую травму, из-за чего ему пришлось пропустить первый матч чемпионата Италии 2012/13 против «Пармы» 25 августа, однако уже 2 сентября Джанлуиджи вернулся на поле. 20 сентября в матче Лиги чемпионов против «Челси», Буффон провёл свою 400-ю игру за «Ювентус». Спустя месяц он в очередной раз был номинирован на «Золотой мяч». Также в 2012 году Буффон был признан вторым лучшим вратарём мира по версии МФФИИС после Икера Касильяса и был назван той же организацией «вратарём века». 23 января 2013 года Буффон продлил контракт с «Ювентусом» до 2015 года. Также в январе Джанлуиджи в восьмой раз в своей карьере был признан лучшим вратарём года в Серии А. В том сезоне «Ювентус» сохранил свой статус чемпиона Италии, а Буффон в итальянском чемпионате пропустил в свои ворота лишь 19 голов. Также Джанлуиджи впервые выиграл Серию А в качестве капитана команды. «Ювентус» выбыл в полуфинале Кубка Италии от будущего обладателя трофея — «Лацио», а в Лиге чемпионов завершил выступления на стадии 1/4 финала, проиграв мюнхенской «Баварии».
18 августа 2013 года «Ювентус» вновь начал новый сезон с победы в Суперкубке Италии. 24 ноября Буффон провёл свой 500-й матч в Серии А, тогда «зебры» одержали победу над «Ливорно» со счётом 2:0. 6 декабря Буффон провёл седьмой матч подряд без пропущенных мячей и девятый в целом в этом сезоне, благодаря чему улучшил свой же личный рекорд. В матче против «Аталанты», спустя 745 минут с момента последнего пропущенного гола в ворота Буффона вновь забили, это сделал Максимилиано Моралес. Джанлуиджи сравнялся с результатом Луки Маркеджани и занял шестое место по показателю минут без пропущенных голов в истории чемпионата Италии. В 2013 году Буффон вновь стал вторым лучшим вратарём мира по версии МФФИИС, однако на этот раз первое место занял Мануэль Нойер. 16 марта 2014 года в матче против «Дженоа» Буффон отразил 20-й удар с пенальти в карьере, а также сравнялся с результатом Дино Дзоффа по матчам за «Ювентус» (476), став пятым игроком в истории клуба за всё время. Буффон и его команда в третий раз подряд стали чемпионами Италии, выигранный кубок стал 30-м в истории «зебр». В этом сезоне «Ювентус» набрал 102 очка, а также выиграл рекордные 33 игры. Буффон сделал 89 сейвов и 18 раз оставил свои ворота «сухими», пропустив лишь 19 голов. Тем не менее из Лиги чемпионов «Ювентус» выбыл уже на групповом этапе, однако позже добрался до полуфинала Лиги Европы, где проиграл «Бенфике». Буффон попал в символическую сборную из лучших игроков Лиги Европы 2013/14. В начале июля 2014 года Буффон продлил свой контракт с «Ювентусом» до 2017 года.

#### Второй в карьере финал Лиги чемпионов (2014—2015)
Летом 2014 года тренер Конте покинул «Ювентус», его заменил работавший до этого в «Милане» Массимилиано Аллегри. 27 сентября Буффон отразил удар с пенальти от Хермана Дениса, чем помог своей команде в пятом матче подряд не пропустить ни одного гола. В конечном итоге он пропустил мяч лишь спустя 616 минут после предыдущего гола, Франческо Тотти удалось реализовать пенальти в ворота Буффона. Если включить в счёт предыдущий сезон, то Буффону удалось отыграть 801 минуту без пропущенных голов, только лишь Дино Дзофф и Себастьяно Росси в своё время показали лучший результат. 29 октября Буффон провёл свой 500-й матч за «Ювентус», в нём «старая синьора» уступила «Дженоа» со счётом 0:1. 24 ноября Буффон был номинирован в символическую сборную года по версии FIFPro, он стал единственным вратарём, который был номинирован в эту сборную в каждый год с момента её учреждения в 2005 году.

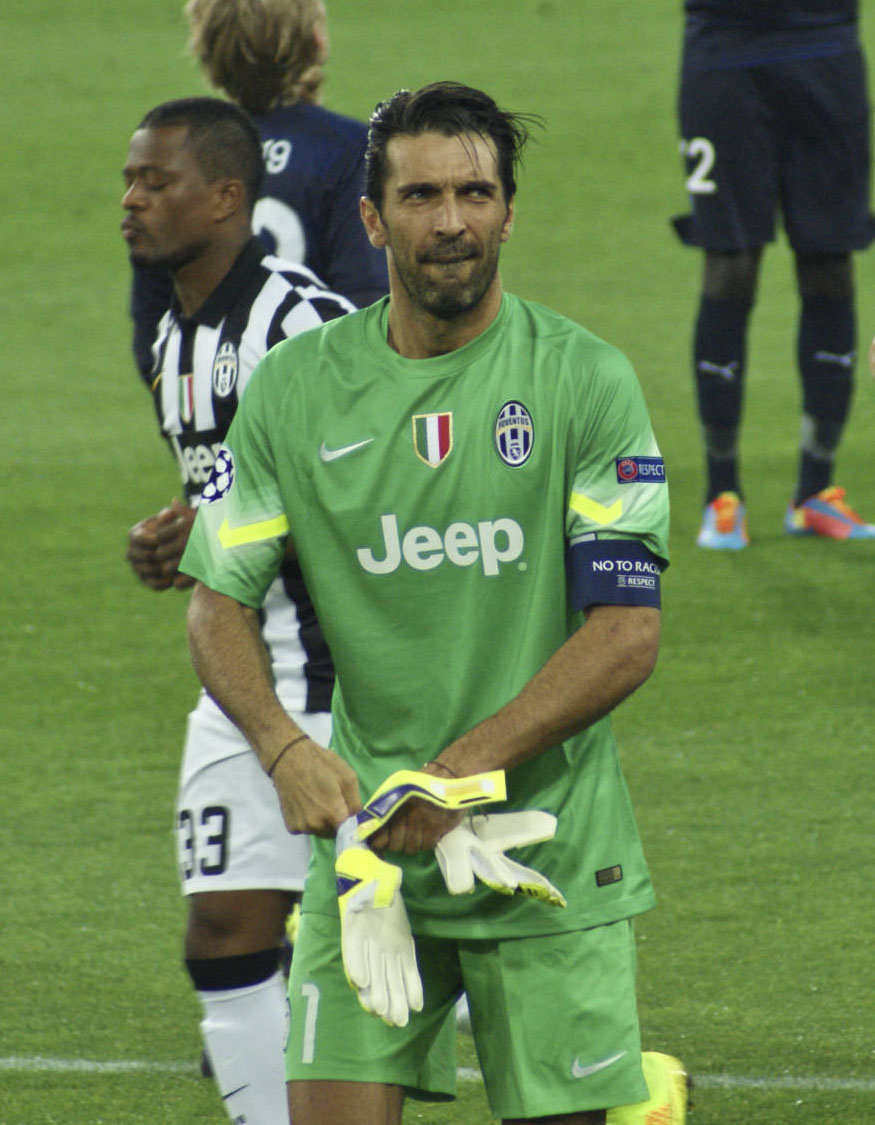
Буффон в матче Лиги чемпионов, 2014 год

15 декабря 2014 года Буффон в девятый раз за свою карьеру был назван лучшим вратарём Италии. 22 декабря «Ювентус» потерпел поражение от «Наполи» в матче за Суперкубок Италии по результатам серии послематчевых пенальти после ничьей в основном и дополнительном времени. Буффон сумел отразить три удара в ней, однако его клуб всё равно проиграл. В голосовании на звание лучшего голкипера мира по версии МФФИИС Буффон занял четвёртое место после Мануэля Нойера, Тибо Куртуа и Кейлора Наваса. 15 февраля 2015 года Буффон превзошёл Гаэтано Ширеа по количеству матчей в Серии А среди игроков «Ювентуса», больше игр в этом соревновании провели только Дель Пьеро и Джампьеро Бониперти. Отыграв «на ноль» в ответном матче четвертьфинала Лиги чемпионов против «Монако» 22 апреля, Буффон сравнялся с Дидой по количеству матчей без пропущенных голов в Лиге чемпионов. Имея в своём активе 35 таких игр, он вышел на четвёртое место в истории. 26 апреля Буффон сыграл за «Ювентус» 528-й матч во всех турнирах и сравнялся с Джузеппе Фурино по количеству матчей за клуб, а спустя три дня обогнал его. Впоследствии «Ювентус» выиграл свой четвёртый подряд чемпионский титул Серии А. В мае туринский клуб в ответном матче полуфинала Лиги чемпионов сыграл вничью 1:1 с мадридским «Реалом», а Буффон пропустил лишь с пенальти от Криштиану Роналду. Благодаря данному результату Джанлуиджи вышел во второй финал Лиги чемпионов в своей карьере, спустя 12 лет после первого финала. 20 мая он впервые выиграл Кубок Италии в составе «Ювентуса», однако в самом турнире не провёл ни матча. 23 мая Буффон сыграл свой 900-й матч в карьере. В финале Лиги чемпионов 2015 года туринский клуб потерпел поражение от «Барселоны» со счётом 3:1. Буффон завершил турнир, имея на своём счету шесть матчей без пропущенных голов. Этот результат стал лучшим в этом розыгрыше Лиги чемпионов, лишь Марк-Андре тер Стеген повторил его. Буффон был включён в символическую команду из лучших игроков Лиги чемпионов 2014/15. В июле Джанлуиджи был номинирован на приз лучшему футболисту года в Европе, однако его в итоге выиграл Лионель Месси.

#### Рекорд по минутам без пропущенных голов (2015—2017)
8 августа «Ювентус» начал сезон 2015/16 с победы над «Лацио» в матче за Суперкубок Италии, а Буффон не пропустил ни одного мяча, благодаря чему в шестой раз в карьере выиграл этот трофей. 21 октября он обошёл Алессандро Дель Пьеро по количеству сыгранных минут за «Ювентус», это произошло на 73-й минуте матча против «Боруссии Мёнхенгладбах» на групповом этапе Лиги чемпионов. 21 ноября Джанлуиджи провёл свой 552-й матч за «Ювентус», завершившийся победой над «Миланом» со счётом 1:0. Благодаря этому он сравнялся с Ширеа по количеству матчей за клуб во всех соревнованиях, а впоследствии и обошёл его, впереди оставался толькo Дель Пьеро. 25 ноября Буффон в 100-й раз сыграл за «Ювентус» в еврокубках, в этом матче «зебры» победили «Манчестер Сити». 4 декабря 2015 года он провёл свой 400-й матч в Серии А за «Ювентус». Также в декабре за свои выступления в предыдущем сезоне Буффон в десятый раз в карьере был назван лучшим вратарём года в Серии А. В январе 2016 года он занял второе место в рейтинге лучших голкиперов мира по версии МФФИИС, снова уступив лишь Мануэлю Нойеру. 28 февраля 2016 года Буффон не пропустил в восьмом матче Серии А подряд, благодаря чему «Ювентус» обыграл «Интер» со счётом 2:0. Он установил новый личный рекорд в 746 минут без пропущенных мячей, а также обошёл результат Маркеджани. В следующем матче лиги против «Аталанты» он увеличил свой рекорд, ещё раз не пропустив ни одного мяча в свои ворота. Серия Буффона без пропущенных мячей в 836 минут стала третьей в истории чемпионата Италии, впереди него были лишь всё те же Дзофф и Росси. Буффон обогнал Дзоффа в матче против «Сассуоло» 11 марта, установив рекорд лиги в 10 «сухих» матчей подряд, а также увеличив свою серию без пропущенных голов до 926 минут. 20 марта в матче против «Торино» Джанлуиджи обошёл и Росси, а также улучшил его рекорд на 45 минут. Также Буффон побил рекорд Джанпьеро Комби в 934 минуты, который был установлен ещё до образования Серии А.

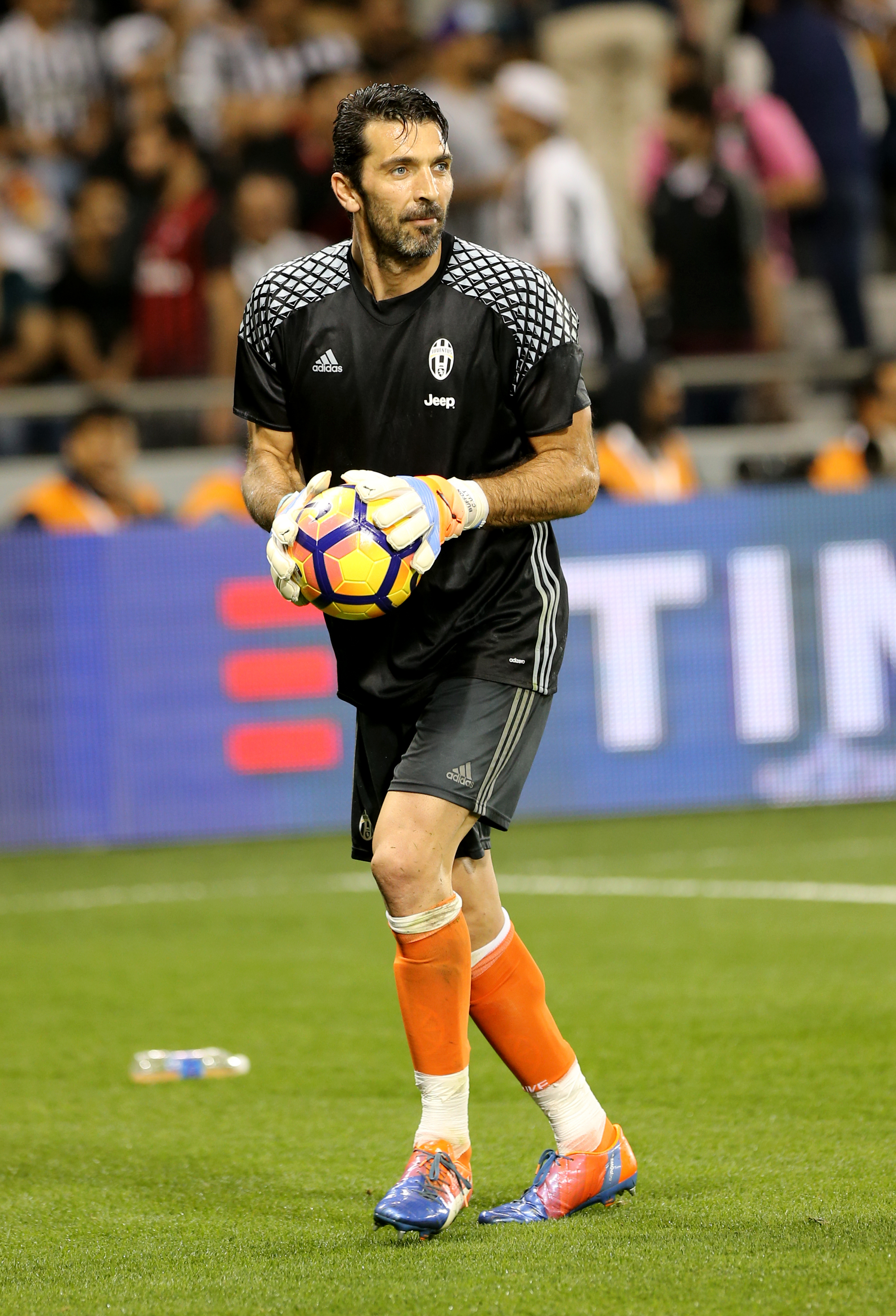
Буффон в матче за Суперкубок Италии, 2016 год

24 апреля на последних минутах матча с «Фиорентиной» Буффон отбил удар с пенальти от Николы Калинича, благодаря чему «Ювентус» одержал победу со счётом 2:1. Это позволило туринскому клубу выиграть свой пятый подряд чемпионский титул Серии А, так как на следующий день идущий вторым «Наполи» проиграл «Роме». Помимо множества решающих сейвов и рекордной серии без пропущенных мячей, Буффона хвалили за проявленные лидерские качества и роль в мотивировании команды в связи с не особо удачным стартом сезона. 11 мая Джанлуиджи продлил свой контракт с клубом до конца сезона 2017/18. На протяжении сезона 2015/16 Буффон повторил личный рекорд по матчам без пропущенных голов (21), а также был признан лучшим игроком года в «Ювентусе». 18 июля Буффона вновь номинировали на приз лучшему футболисту года в Европе, однако он по результатам голосования занял шестое место.
11 октября 2016 года Джанлуиджи Буффон стал первым вратарём, получившим награду Golden Foot. Также итальянский голкипер был в очередной раз номинирован на «Золотой мяч», однако в итоге голосования он занял лишь девятое место, совместно с защитником Пепе. В матче группового этапа Лиги чемпионов против «Лиона» 2 ноября Буффон провёл свой 100-й матч в Лиге чемпионов (не считая выступлений в квалификационных раундах), став 29-м игроком, достигшим этой отметки. В ноябре он был номинирован на премию The Best FIFA Men’s Player, которую в итоге получил Криштиану Роналду. 6 ноября Буффон провёл свой 600-й матч в Серии А, в котором «Ювентус» одержал победу 2:1 над «Кьево». Джанлуиджи стал лишь четвёртым игроком, достигшим этого рубежа. 21 ноября Буффон в девятый раз за карьеру был номинирован в символическую сборную из лучших игроков сезона по версии УЕФА. 23 декабря в матче за Суперкубок Италии 2016 Буффон провёл свой 600-й матч за «Ювентус». Сам трофей по результатам серии пенальти завоевал «Милан». Впоследствии Джанлуиджи в очередной раз занял второе место рейтинге лучших вратарей по версии МФФИИС, вновь уступив лишь Нойеру.
5 января 2017 года Буффон был включён в сборную года по версии УЕФА: он стал самым возрастным игроком, когда-либо входившим в неё. Также в январе Буффон в 11-й раз был признан лучшим голкипером Серии А. 22 февраля он провёл свой 100-й матч в Лиге чемпионов за «Ювентус», это произошло в матче против «Порту», который «бьянконери» выиграли 2:0. 5 марта Буффон провёл свою 612-ю игру в Серии А, благодаря чему сравнялся с Тотти по количеству матчей в этом турнире и вышел на третье место по их количеству. 2 апреля он провёл свой 615-й матч и сравнялся уже с Хавьером Санетти, заняв второе место в рейтинге. Победа «Ювентуса» над Монако в 1/2 финала Лиги чемпионов с общим счётом 4:1 позволила Джанлуиджи выйти в третий финал этого турнира в своей карьере. Помимо этого, гол Килиана Мбаппе во втором тайме завершил серию Буффона, в которой он установил новый личный рекорд — 600 минут без пропущенных мячей в Лиге чемпионов. Буффон стал пятым голкипером по этом показателю в истории турнира.
17 мая «Ювентус» выиграл свой 12-й Кубок Италии, обыграв «Лацио» в финале. Буффон не участвовал в этой игре, поскольку в матчах этого турнира обычно выступал запасной голкипер Нето. Четыре дня спустя, после победы над «Кротоне» со счётом 3:0, «Ювентус» завоевал свой шестой подряд чемпионский титул в Италии, для Буффона же он стал восьмым за карьеру, благодаря чему он сравнялся с Вирджинио Розеттой, Джованни Феррари и Джузеппе Фурино как игрок с наибольшим количеством титулов чемпиона Италии. 3 июня 2017 года «Ювентус» сыграл во втором для себя финале Лиги чемпионов за три года, который стал третьим в карьере Буффона, в нём итальянская команда вновь проиграла мадридскому «Реалу» со счётом 1:4. После своего третьего поражения в финале Лиги чемпионов Буффон совместно с другими бывшими игроками «Ювентуса» Паоло Монтеро и Алессио Таккинарди стал игроком с наибольшим количеством проигранных финалов турнира. Он во второй раз был включён в символическую сборную из лучших игроков Лиги чемпионов, а также признан лучшим вратарём сезона в этом турнире.

#### Последний сезон в клубе и девятый титул Серии А (2017—2018)
12 июня 2017 года Буффон объявил, что сезон 2017/18, скорее всего, станет его последним сезоном в «Ювентусе», если только «зебры» не одержат победу в Лиге чемпионов. Впоследствии стало известно, что по результатам голосования Буффон занял третье место вслед за Лионелем Месси и Криштиану Роналду на приз лучшему футболисту года в Европе. 19 августа Джанлуиджи отразил первый пенальти в истории Серии А, назначенный с помощью системы видеопомощи арбитрам, это произошло в первом же матче чемпионата с «Кальяри» (3:0). Впоследствии он получил первую в истории награду The Best FIFA Goalkeeper, а также в третий раз за карьеру был включён в символическую сборную года по версии FIFPro. Также он был вновь номинирован на награду The Best FIFA Men’s Player, однако занял только четвёртое место по итогам голосования. 27 ноября Буффон был впервые признан лучшим футболистом года в Италии, он стал первым вратарём, получившим эту награду. Также он был признан лучшим вратарём сезона Серии А в двенадцатый раз. 3 декабря Буффон сравнялся с Касильясом, став лучшим голкипером мира по версии МФФИИС в пятый раз, а 7 декабря он занял четвёртое место в голосовании на «Золотой мяч». В конце декабря Буффон получил травму, из-за которой он был вынужден пропустить следующие матчи. На время его отсутствия основным вратарём команды стал Войцех Щенсный.
В начале января 2018 года Джанлуиджи был в пятый раз включён в символическую команду года по версии УЕФА. Буффон вернулся в строй 30 января, через два дня после своего 40-летия. Он впервые за более чем пять лет вышел в матче Кубка Италии и отбил удар с пенальти от Алехандро Гомеса, благодаря чему «Ювентус» одержал минимальную победу. 9 февраля Буффон провёл свой 500-й матч за «Ювентус» в чемпионате Италии. После проигрыша «Ювентуса» «Реалу» со счётом 0:3 в первом матче 1/4 финала Лиги чемпионов, во втором матче Буффон помог своей команде сохранить необходимый для перевода игры в дополнительное время счёт 3:0, однако на 93-й минуте он был удалён из-за активных споров с судьёй Майклом Оливером, назначившим «Реалу» пенальти. В воротах Буффона заменил Щенсный, однако удар с пенальти был реализован Криштиану Роналду, в результате чего «Ювентус» выбыл из соревнования. 9 мая в финале Кубка Италии Джанлуиджи в 300-й раз в составе «Ювентуса» отстоял «на ноль». Сам матч завершился победой «бьянконери» над «Миланом» со счётом 4:0, в результате чего туринский клуб в четвёртый раз подряд выиграл этот трофей. 13 мая Буффон выиграл седьмое подряд чемпионство в составе «Ювентуса». Этот трофей стал для Джанулиджи девятым за карьеру, из-за чего он стал первым игроком, который становился чемпионом Серии А столько раз. Перед последней игрой в сезоне Буффон объявил, что покинет «Ювентус» по его окончании. 19 мая, после 17 проведённых лет в клубе, Буффон сыграл свой 656-й и последний матч в составе «Ювентуса», последним его соперником в Италии стала «Эллас Верона». Он вышел на поле с первых минут, однако в середине второго тайма был заменён: вместо него вышел другой вратарь Карло Пинсольо, матч закончился победой со счётом 2:1.

### «Пари Сен-Жермен»
6 июля 2018 года Буффон подписал с французским клубом «Пари Сен-Жермен» однолетний контракт с опцией продления ещё на год. 15 июля он впервые появился в составе французского клуба, это произошло в товарищеском матче против «Шамбли» (2:4). Уже на пятой минуте Джанлуиджи нарушил правила, из-за чего арбитр назначил пенальти в его ворота. До перерыва Буффон пропустил ещё один мяч, а затем был заменён. В официальной игре Буффон дебютировал 4 августа, ему удалось сохранить свои ворота в неприкосновенности в матче за Суперкубок Франции, благодаря чему «Пари Сен-Жермен» одержал победу над «Монако» 4:0 и завоевал трофей. Свой первый матч в чемпионате Франции итальянский голкипер провёл 12 августа, аналогично отыграв матч «всухую», благодаря чему со счётом 3:0 была одержана победа над «Каном». Главный тренер команды Томас Тухель использовал Буффона в качестве подмены основному вратарю команды Альфонсу Ареоля в течение всего сезона 2018/19. 6 ноября Буффон впервые вышел на поле в матче Лиги чемпионов за парижский клуб против «Наполи». В возрасте 40 лет и 282 дней он стал вторым среди самых возрастных игроков, когда-либо дебютировавших в Лиге чемпионов за новый клуб; первое место занимает Марк Шварцер, который дебютировал за «Челси» в возрасте 41 года и 65 дней.

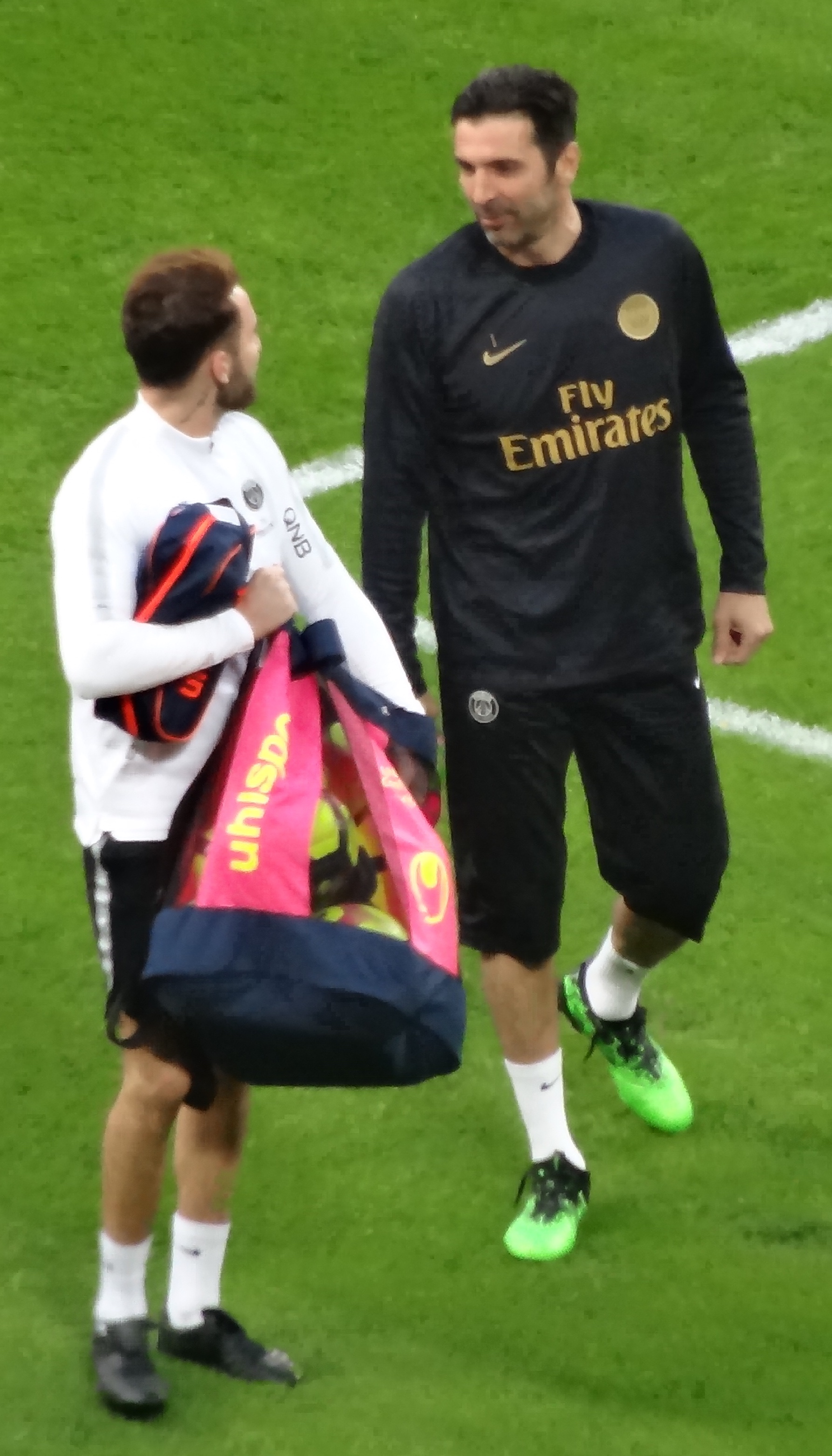
Буффон на разминке в составе «Пари Сен-Жермен», 2019 год

12 февраля Буффон в 50-й раз сыграл в Лиге чемпионов «на ноль», это произошло в матче против «Манчестер Юнайтед». Он стал лишь третьим голкипером, достигшим этого рубежа, раньше него это сделали только Икер Касильяс и Эдвин ван дер Сар. Он также провёл свой 121-й матч в Лиге чемпионов без учёта квалификационных раундов, благодаря чему вышел на десятое место по количеству матчей в турнире. В ответном матче против английского клуба 6 марта Буффон при счёте 1:1 пропустил гол после собственной ошибки: он не зафиксировал мяч после удара Маркуса Рашфорда, что позволило Ромелу Лукаку забить его в ворота после отскока, впоследствии «Юнайтед» ещё раз забил, благодаря чему английский клуб одержал победу и вышел в четвертьфинал Лиги чемпионов. В конце сезона «Пари Сен-Жермен» стал победителем Лиги 1, в результате чего Буффон в десятый раз стал победителем чемпионата страны, это наивысший результат среди всех итальянских игроков. В начале июня стало известно, что Джанлуиджи покинет французский клуб после истечения срока его контракта в конце месяца.

### Возвращение в «Ювентус»
4 июля 2019 года Джанлуиджи Буффон вернулся в «Ювентус» и подписал с клубом однолетний контракт. По прибытии вратарь команды Щенсный предложил Буффону взять первый номер, который на тот момент был закреплён за поляком, а капитан команды Кьеллини предложил забрать у него капитанскую повязку, однако Джанлуиджи отказался от обоих предложений. Буффон взял номер 77, именно под этим номером он играл в своём последнем сезоне в «Парме», перед тем как присоединиться к «Ювентусу» в 2001 году. 21 сентября он впервые появился на поле после своего возвращения в команду, это случилось в матче с «Вероной», которую «Ювентус» обыграл 2:1. Эта игра стала 902-й для Буффона за клубы на профессиональном уровне, благодаря чему он сравнялся с Паоло Мальдини. Уже 28 сентября он сыграл свой 903-й матч и обогнал его.
30 октября в матче с «Дженоа» Буффон провёл свою 513-ю игру за «Ювентус», что позволило ему сравняться с Дель Пьеро по количеству матчей за клуб в итальянских лигах. 11 декабря в игре с «Байером» он в 51-й раз не пропустил ни одного мяча в матче Лиге чемпионов (без учёта квалификационных раундов), сравнявшись с Ван дер Саром по количеству подобных игр, впереди Буффона был лишь Касильяс, у которого 57 «сухих» матчей. 15 декабря в матче против «Удинезе» он провёл свой 700-й матч в итальянских лигах, включая матчи как в Серии А, так и в Серии В. Эта же игра стала для Буффона 478-й за «Ювентус» в высшем итальянском дивизионе, что позволило ему сравняться с тем же Дель Пьеро по этому показателю. 18 декабря в поединке с «Сампдорией» Буффон провёл свой 479-й матч в Серии А за «Ювентус», превзойдя рекорд Дель Пьеро, а также сыграл 647-й матч в высшем дивизионе Италии, догнав Мальдини. Буффон вышел на поле в финале Кубка Италии против «Наполи» 17 июня, во время матча не пропустил ни одного гола и сделал серию сейвов по его ходу, однако «Ювентус» всё же потерпел поражение в серии послематчевых пенальти, в которой Джанлуиджи не смог отразить ни одного удара. Впоследствии Буффон продлил контракт с «Ювентусом» до июня 2021 года. 4 июля в матче с «Торино» он провёл свою 648-ю игру в Серии А, обогнал Мальдини по количеству матчей в чемпионате Италии и вышел на первое место в общем зачёте.
17 октября 2020 года Буффон впервые вышел на поле в сезоне 2020/21 и провёл 650-й матч в Серии А, который завершился ничьей 1:1 с «Кротоне». 8 декабря в матче Лиги чемпионов с «Барселоной» он отстоял «на ноль», отбив семь ударов по своим воротам, благодаря чему «старая синьора» одержала победу со счётом 3:0. Буффон стал первым вратарём, который как минимум один раз не пропускал ни одного мяча в матче Лиге чемпионов в 1990-х, 2000-х, 2010-х и 2020-х годах. 11 мая 2021 года Джанулиджи Буффон объявил, что покинет «Ювентус» по окончании сезона. На следующий день он отразил удар с пенальти от Доменико Берарди в матче против «Сассуоло», став старейшим вратарём в истории Серии А, отбившим пенальти. На тот момент Джанлуиджи было 43 года и 103 дня. 19 мая Буффон провёл свой 685-й и последний матч за «Ювентус», им стал финал Кубка Италии против «Аталанты». Этот поединок завершился победой «бьянконери», благодаря чему Буффон в шестой раз стал обладателем этого трофея, сравнявшись с Роберто Манчини по этому показателю. Вместе с Манчини они являются рекордсменами по победам в данном турнире.

### Возвращение в «Парму»
17 июня 2021 года было объявлено о возвращении Буффона в «Парму», клуб, в котором он начинал свою профессиональную карьеру. Клуб сообщил о переходе голкипера, опубликовав видеоролик, на котором итальянец выкапывает на поле сундучок с костюмом Супермена и формой «Пармы».
1 августа 2021 года дебютировал за «Парму» в товарищеском матче против «Сассуоло». Игра завершилась со счётом 3:0 в пользу «Сассуоло».
В сезоне 2022/23 Парма не смогла подняться в Серию А. В августе 2023 года Буффон объявил, что завершает игровую карьеру, в возрасте 45 лет.

## Карьера в сборной

### Молодёжные сборные
Буффон выступал за молодёжные сборные Италии всех возрастов, начиная с 16 лет и заканчивая олимпийской командой. В составе сборной Италии до 16 лет он дошёл до финала чемпионата Европы среди юношей в 1993 году, в четвертьфинале против Испании матч дошёл до серии пенальти, в которой молодой Буффон отразил два одиннадцатиметровых удара, а также реализовал один пенальти сам. В полуфинале против сборной Чехословакии игра вновь дошла до серии пенальти, Джанлуиджи отбил три удара, однако на этот раз собственный удар реализовать не смог. В 1995 году он вышел в финал чемпионата Европы среди юношей со сборной до 19 лет. В составе сборной Италии до 21 года Буффон выиграл молодёжный чемпионат Европы в 1996 году. Также в 1997 году он одержал победу на Средиземноморских играх.

### Основная сборная

#### Дебют и первые крупные турниры
Джанлуиджи Буффон начал привлекаться к играм основной сборной Италии с осени 1996 года. Это было связано с повышенной травматичностью основного голкипера команды Анджело Перуцци. Перед матчем со сборной России 29 октября 1997 года Перуцци вновь травмировался, в результате чего на игру отправился запасной вратарь Джанлука Пальюка и Буффон. По ходу матча с российской сборной Пальюка также получил травму, из-за чего главный тренер команды Чезаре Мальдини выпустил на поле Джанлуиджи, для которого этот матч стал дебютным в составе сборной. Буффон стал самым молодым голкипером сборной Италии со времён Второй мировой войны. Он сделал несколько сейвов, пропустив лишь автогол от партнёра по команде Фабио Каннаваро, в результате чего итальянская сборная завершила матч со счётом 1:1. Результат этого матча помог Италии квалифицироваться на предстоящий чемпионат мира. Лишь в 2016 году вратарь Джанлуиджи Доннарумма смог обойти Буффона, выйдя на поле в более раннем возрасте. На ЧМ-1998 Буффон поехал в качестве третьего вратаря своей команды. По ходу турнира травмировался основной голкипер Анджело Перуцци, из-за чего основным сделали Пальюку, Буффон стал запасным вратарём, а третьим голкипером в сборную был вызван Франческо Тольдо. Тем не менее Джанлуиджи не сыграл ни одной игры на турнире. Италия выбыла в четвертьфинале от будущих чемпионов — французов.

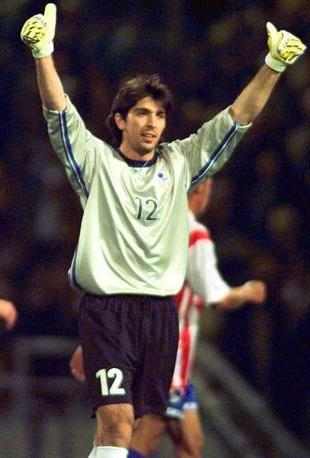
Джанлуиджи Буффон в составе сборной Италии, 1998 год

Во время квалификации на чемпионат Европы 2000 года Буффон показал себя с лучшей стороны, в результате чего под руководством главного тренера Дино Дзоффа должен был поехать на предстоящий чемпионат Европы в качестве основного вратаря своей команды, однако прямо перед турниром в товарищеском матче против Норвегии он сломал руку, пытаясь отразить удар Джона Карью. Место Буффона на турнире занял запасной вратарь Тольдо. Италия вышла в финал турнира, где вновь уступила сборной Франции. Франческо Тольдо воспользовался своим шансом на Евро-2000 и показал хороший уровень игры, благодаря чему закрепил за собой место основного голкипера команды на время отборочного турнира к чемпионату мира 2002 года. Несмотря на серьёзную конкуренцию, Буффону удалось вернуть себе место в стартовом составе, а Италия квалифицировалась на чемпионат мира. На самом турнире Буффон провёл все матчи от начала до конца. В матче 1/8 финала против сборной Южной Кореи Джанлуиджи отбил пенальти, однако Италия всё равно проиграла, пропустив золотой гол в дополнительное время. В качестве основного голкипера Буффон поехал и на Евро-2004, однако Италия не смогла выйти из своей группы в раунд плей-офф, несмотря на то, что не проиграла ни одного матча.

#### Победный чемпионат мира, Евро-2008 и ЧМ-2010
Под руководством Марчелло Липпи, который работал с Буффоном и в «Ювентусе», он вновь в качестве основного вратаря сборной поехал на чемпионат мира 2006 года. Однако перед началом турнира участие в нём Джанлуиджи Буффона было неочевидным: он находился под следствием из-за возможных незаконных ставок на футбольные матчи, однако в итоге Липпи всё же взял Буффона на турнир. Во время самого чемпионата мира Буффон пропустил лишь два гола в семи матчах, а также пять раз оставил свои ворота в неприкосновенности. Кроме того, он не пропускал ни одного гола в течение 453 минут, этот результат лишь на 64 минуты меньше, чем рекордная серия его соотечественника Вальтера Дзенги на чемпионате мира 1990 года. Помимо прочего, те два мяча, которые пропустил Буффон, не были забиты с игры: первым пропущенным голом стал автогол Кристиана Дзаккардо после штрафного удара в матче против США, вторым — гол с пенальти от Зинедина Зидана в финале мундиаля. Также в финале Буффон отбил мяч после удара головой от того же Зидана, позднее Джанлуиджи назвал этот сейв самым важным в своей карьере. Матч закончился со счётом 1:1 после дополнительного времени, после чего последовала серия пенальти, в которой ни Буффон, ни голкипер французов Фабьен Бартез не отбили ни одного пенальти. Единственным не реализовавшим удар игроком стал Давид Трезеге, благодаря чему итальянская сборная выиграла чемпионат мира. Впоследствии Буффон был признан лучшим вратарём турнира, а также включён в символическую сборную.

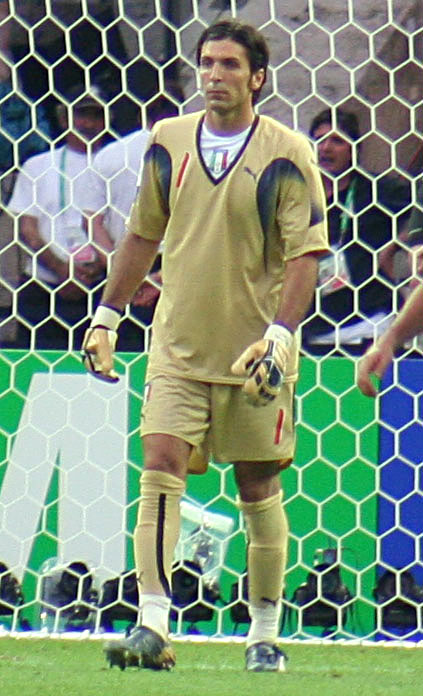
Буффон в финале чемпионата мира 2006 года

В матче квалификационного турнира на Евро-2008 против сборной Грузии Буффон впервые надел капитанскую повязку итальянской сборной, это произошло под руководством тренера Роберто Донадони из-за дисквалификации капитана команды Каннаваро. Во второй игре группового этапа самого чемпионата Европы против сборной Румынии 13 июня Джанлуиджи отразил удар с пенальти в конце матча от Адриана Муту, в итоге он закончился со счётом 1:1, что сохранило шансы итальянской сборной выйти из группы после поражения в первом матче. В последней игре группового этапа против Франции Буффон отстоял «на ноль» и получил положительные оценки от прессы, в частности за отбитый удар Карима Бензема, благодаря чему Италия выиграла 2:0 и вышла в четвертьфинал. Однако именно в четвертьфинале итальянцы по результатам серии пенальти проиграли будущим чемпионам — сборной Испании. Буффон был включён в символическую сборную турнира. В том же 2008 году в сборную в качестве главного тренера вернулся Марчелло Липпи, который продолжил рассчитывать на Буффона как на основного голкипера команды. Он сыграл все три матча на групповом этапе Кубка конфедераций 2009 года, однако Италия не смогла выйти из своей группы. 14 ноября 2009 года в товарищеском матче против сборной Нидерландов Буффон провёл свой 100-й матч в качестве игрока итальянской сборной. В отборочном турнире на ЧМ-2010 Джанлуиджи был одним из ключевых игроков своей команды, итальянцы возглавили свою группу, ни разу не проиграв. На самом чемпионате мира 2010 года Буффон в перерыве первого же матча против Парагвая был заменён из-за проблем с седалищным нервом. Из-за этого оставшиеся матчи на турнире ему пришлось пропустить, его место занял Федерико Маркетти. Сборная Италии заняла последнее место в своей группе, из-за чего главный тренер Липпи был уволен.

#### Капитанская повязка, Евро-2012 и Кубок конфедераций
После ухода из сборной Фабио Каннаваро, Буффон был назначен новым капитаном национальной команды под руководством нового тренера Чезаре Пранделли. 9 февраля 2011 года, оправившись от травмы, Буффон сыграл свою первую игру в качестве официального капитана итальянской сборной, это произошло в товарищеском матче против Германии (1:1). 15 ноября 2011 года в товарищеском матче против Уругвая Буффон догнал Дзоффа по количеству матчей за сборную Италии (112), впереди него были лишь два игрока — Паоло Мальдини (126) и Каннаваро (136). После прохода итальянской сборной на Евро-2012, Буффон был включён в её состав на сам турнир. На чемпионате Европы он отыграл в качестве капитана. Он не пропустил в матчах против Ирландии и Англии. В игре с англичанами, которая проходила на стадии четвертьфинала, Буффон отбил удар в серии послематчевых пенальти от Эшли Коула, благодаря чему итальянская сборная смогла выиграть и пройти дальше. В полуфинальном матче против Германии Буффон сделал несколько важных сейвов, пропустив гол лишь на последних минутах после удара с пенальти от Месута Озиля. Италия выиграла матч со счётом 2:1 и вышла в финал турнира против действующих чемпионов Европы и мира — сборной Испании. В финале Италия проиграла испанцам со счётом 0:4. Тем не менее, Буффон был вновь включён в символическую сборную из лучших игроков турнира.

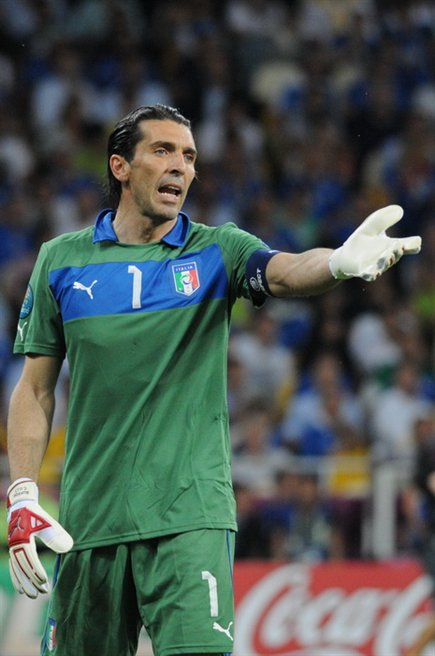
Джанлуиджи Буффон в финале Евро-2012

26 марта 2013 года в отборочном матче чемпионата мира против сборной Мальты Буффон провёл свой 126-й матч за сборную Италии, сравнявшись по их количеству с Мальдини. В том же матче Буффон отразил пенальти, чем помог своей сборной одержать победу 2:0. Джанлуиджи принял участие и в Кубке конфедераций 2013 года. Во втором матче на турнире против сборной Японии судья назначил пенальти в ворота Буффона в середине первого тайма, так как итальянский голкипер сбил Синдзи Окадзаки после неудачного паса Маттия де Шильо. Буффон получил жёлтую карточку за этот эпизод. Тем не менее итальянцы победили в этом матче и впервые в истории вышли в полуфинал Кубка конфедераций, где им предстояло встретиться с Испанией. После ничьей в основное время, Италия уступила в серии пенальти. Ни Буффон, ни вратарь испанской сборной Икер Касильяс не сумели отбить ни одного удара в этой серии. В матче за третье место Италия вновь по пенальти победила Уругвай. Буффон отразил три удара: от Диего Форлана, Мартина Касереса и Вальтера Гаргано. В отборочном матче ЧМ-2014 против Чехии 10 сентября 2013 года Буффон сравнялся с Каннаваро как с рекордсменом по количеству матчей за сборную. Италия выиграла матч со счётом 2:1, что позволило итальянцам квалифицироваться на мундиаль. 2 января 2014 года Буффон был признан лучшим игроком итальянской сборной в прошедшем году.

#### Чемпионат мира 2014 и Евро-2016
В мае 2014 года Пранделли включил Буффона в предварительный список сборной на предстоящий чемпионат мира, а затем утвердил его в финальном составе. Италия попала в так называемую «группу смерти», в которой также находились сборные Коста-Рики, Англии и Уругвая. Буффон стал третьим игроком, который сыграл на пяти чемпионатах мира, до него это удалось сделать Антонио Карбахалю и Лотару Маттеусу. Из-за травмы лодыжки, полученной на тренировке, Буффон пропустил первую игру чемпионата мира против Англии, его заменил Сальваторе Сиригу, капитаном же стал Андреа Пирло. Италия выиграла матч со счётом 2:1. В итоге, проиграв Коста-Рике и Уругваю, Италия заняла третье место в своей группе и завершила своё выступление на турнире, во второй раз подряд не пройдя в раунд плей-офф. 9 сентября 2014 года Буффон впервые сыграл за сборную под руководством нового тренера Антонио Конте в матче отборочного турнира к Евро-2016 против Норвегии. Буффон не пропустил ни одного мяча, чем помог своей команде победить 2:0. 6 сентября 2015 года Буффон провёл свой 150-й матч в составе сборной Италии, отстояв «на ноль» против Болгарии. 10 октября Италия отобралась на чемпионат Европы, победив Азербайджан (3:1).

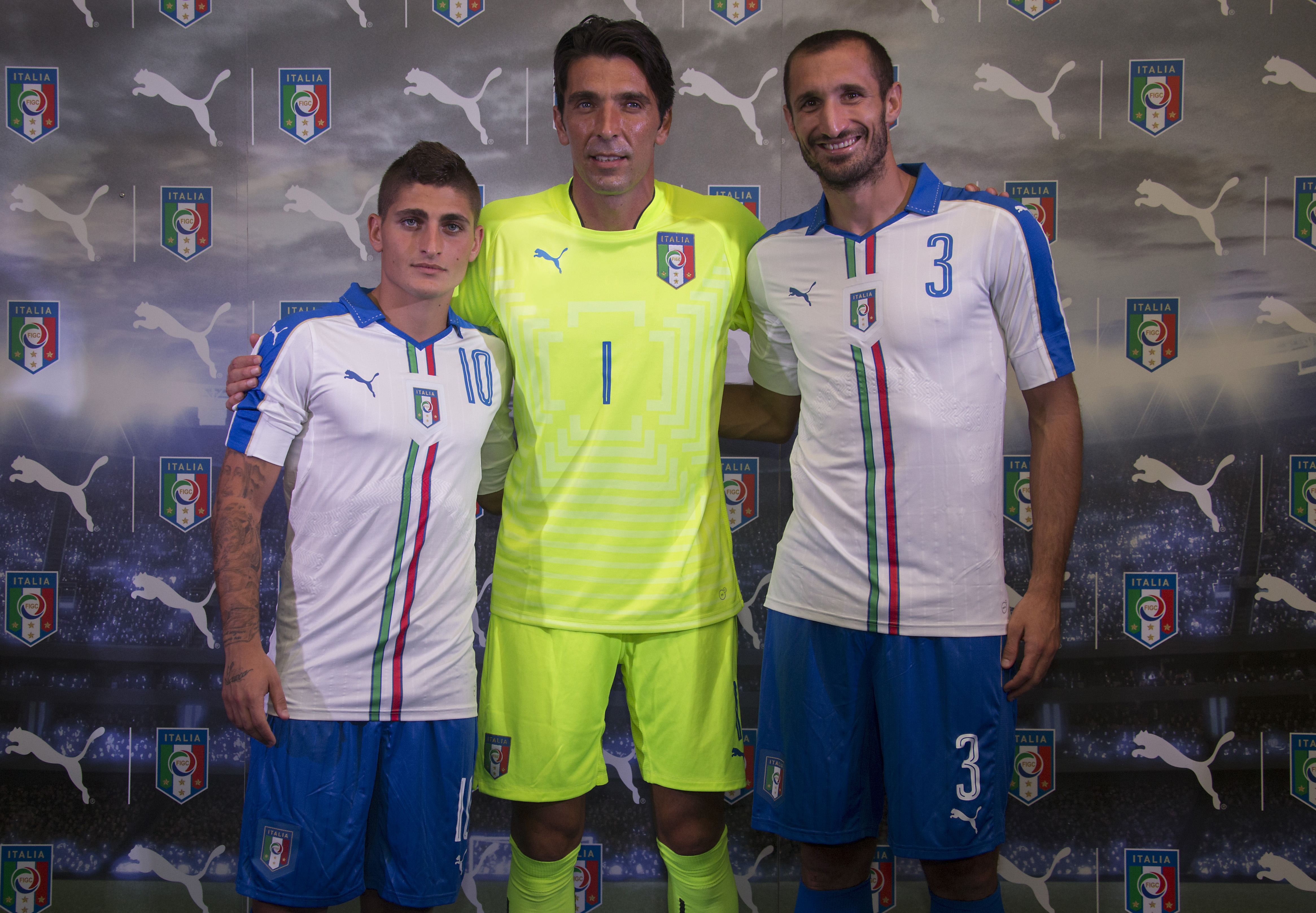
Марко Верратти, Джанлуиджи Буффон и Джорджо Кьеллини, 2015 год

Впоследствии Буффон заявил, что Евро-2016 станет последним чемпионатом Европы в его карьере, однако выразил желание завершить карьеру в национальной команде лишь после чемпионата мира 2018 года. 31 мая 2016 года он был включён в состав сборной на предстоящий турнир. В первой игре на чемпионате Европы против Бельгии Буффон не пропустил, его команда победила со счётом 2:0. Эта игра стала 14-й для Джанлуиджи на чемпионатах Европы, что сделало его рекордсменом итальянской сборной в рамках всех Евро. Во втором матче против Швеции Буффон вновь не пропустил, благодаря чему Италия одержала победу и обеспечила себе место в раунде плей-офф. В последнем матче группового этапа против Ирландии Конте принял решение не задействовать Буффона, он вернулся в состав в матче 1/8 финала против Испании. В этой игре Джанлуиджи в третий раз подряд не пропустил ни одного мяча. В четвертьфинальном матче против Германии победителя выявить не удалось как в основном, так и в дополнительном времени. В серии послематчевых пенальти Буффон отразил один удар, однако немцам всё равно удалось одержать победу, из-за чего Италия завершила своё выступление на турнире. Впоследствии момент, когда Буффон не пропустил после выхода Марио Гомеса с ним «один на один», был номинирован на звание лучшего сейва сезона по версии УЕФА: по результатам голосования он занял третье место.

#### Квалификация к ЧМ-2018 и завершение карьеры
6 октября 2016 года в рамках отборочного турнира к чемпионату миру 2018 года Буффон провёл свой 164-й матч за Италию в игре с Испанией (1:1) и вышел на восьмое место по количеству матчей за национальные сборные среди всех игроков. 1 января 2017 года Буффон вновь был признан лучшим игроком итальянской национальной команды в прошедшем году, он стал первым игроком, получившим награду более одного раза. 24 марта в очередной игре отбора к ЧМ-2018 против Албании Буффон провёл свой тысячный матч в карьере, в 426-й раз не пропустив ни одного гола. Игра завершилась победой итальянцев 2:0.
По результатам матчей против сборной Швеции, Италия впервые за 60 лет не прошла квалификацию на чемпионат мира. В связи с этим Буффон сообщил о завершении карьеры в сборной. Впоследствии он заявил, что может вернуться в состав сборной. 17 марта 2018 года, несмотря на первоначальное решение Буффона об уходе, временно исполняющий обязанности главного тренера сборной Луиджи Ди Бьяджо вызвал его на товарищеские матчи против Аргентины и Англии. Буффон заявил, что вернулся в сборную в том числе из-за бывшего партнёра по сборной Давиде Астори, который скончался в начале марта 2018 года. 23 марта Буффон вышел на поле в поединке с Аргентиной, сыграв свой 176-й и последний матч за сборную Италии. Аргентина выиграла эту игру со счётом 2:0. 17 мая 2018 года Буффон объявил, что принял окончательное решение завершить международную карьеру.

## Характеристика игрока

### Стиль игры и оценки
За счёт своего таланта Буффон с ранних лет начал считаться одним из самых перспективных и лучших вратарей в мире, а также на протяжении всей карьеры получал хвалебные рецензии от различных тренеров и футболистов, которые отмечали его концентрацию, хладнокровие и стабильность. Он считается одним из лучших игроков в истории на своей позиции. Также некоторые нынешние вратари считают Буффона своим образцом для подражания. Несмотря на то, что Джанлуиджи высокий и физически крепкий игрок, он имеет молниеносную реакцию, способен совершать ловкие и акробатические прыжки за мячом. Буффона критиковали за плохую игру при ударах по его воротам с пенальти, однако в течение карьеры он улучшил свою игру в этой области. Он отбил 15 пенальти в Серии А, благодаря чему вышел на шестое место за всю историю итальянского чемпионата по этому показателю.
На протяжении всей карьеры эксперты также нередко упрекали Буффона в том, что он слишком осторожен при навесах и не всегда выходит из своих ворот, чтобы забрать мяч, а также иногда предпочитает выбивать мяч из штрафной, не играя с партнёрами в пас. Буффон не так хорошо владеет мячом, как это делают представители нового поколения голкиперов, с которыми Джанлуиджи встретился через многие годы после начала своей карьеры. После серии травм в период между 2008 и 2010 годом, Буффон адаптировал свой стиль игры к физическим последствиям старения, в результате чего он стал играть более спокойно и эффективно. Несмотря на потерю или ухудшение определённой части своих физических качеств, он продолжил выступать на высшем уровне благодаря своему опыту, видению игры и интеллекту. В дополнение к вратарским способностям, Буффон выделяется своей харизмой, менталитетом и лидерскими качествами.

### Наследие
Джанлуиджи Буффон воспринимается многими игроками, экспертами и тренерами как один из величайших вратарей всех времён. В предисловии к автобиографии Буффона, журналист Роберто Перроне описал его как «величайшего голкипера в мире, одного из четырёх или пяти, которые навсегда останутся в памяти мирового футбола». В декабре 2009 года Джанлуиджи был включён в символическую команду из лучших игроков десятилетия по версии газеты The Sun. В 2012 году The Guardian назвал его 20-м лучшим футболистом мира, он стал вторым вратарём в этом рейтинге после Икера Касильяса. 2 сентября 2014 года Буффон был награждён призом имени Нерео Рокко, который вручается футболистам в знак признания их карьеры. В 2015 году France Football назвал его одним из десяти лучших футболистов мира старше 36 лет. В 2016 году читатели того же журнала выбрали его лучшим вратарём за всю историю. В 2019 году FourFourTwo поместил Буффона на третье место в списке 25 лучших игроков, никогда не выигрывавших Лигу чемпионов. В 2020 году Sky Sports также назвал его одним из лучших игроков, никогда не выигрывавших Лигу чемпионов.

## Статистика выступлений

### Клубная статистика
| Клуб             | Сезон            | Лига | Лига | Кубки | Кубки | Еврокубки | Еврокубки | Итого | Итого |
| Клуб             | Сезон            | Игры | Голы | Игры  | Голы  | Игры      | Голы      | Игры  | Голы  |
| ---------------- | ---------------- | ---- | ---- | ----- | ----- | --------- | --------- | ----- | ----- |
| Парма            | 1995/96          | 9    | −6   | 0     | 0     | 0         | 0         | 9     | −6    |
| Парма            | 1996/97          | 27   | −17  | 0     | 0     | 1         | −2        | 28    | −19   |
| Парма            | 1997/98          | 32   | −33  | 6     | −6    | 8         | −6        | 46    | −45   |
| Парма            | 1998/99          | 34   | −36  | 6     | −4    | 11        | −10       | 51    | −50   |
| Парма            | 1999/00          | 33   | −39  | 1     | −1    | 9         | −9        | 43    | −49   |
| Парма            | 2000/01          | 34   | −31  | 2     | −2    | 7         | −7        | 43    | −40   |
| Парма            | Итого            | 169  | −162 | 15    | −13   | 36        | −34       | 220   | −209  |
| Ювентус          | 2001/02          | 34   | −23  | 1     | −1    | 10        | −12       | 45    | −36   |
| Ювентус          | 2002/03          | 32   | −23  | 1     | −1    | 15        | −16       | 48    | −40   |
| Ювентус          | 2003/04          | 32   | −41  | 1     | −1    | 6         | −6        | 39    | −48   |
| Ювентус          | 2004/05          | 37   | −23  | 0     | 0     | 11        | −6        | 48    | −29   |
| Ювентус          | 2005/06          | 18   | −12  | 2     | −3    | 4         | −6        | 24    | −21   |
| Ювентус          | 2006/07          | 37   | −21  | 3     | −4    | —         | —         | 40    | −25   |
| Ювентус          | 2007/08          | 34   | −30  | 1     | −1    | —         | —         | 35    | −31   |
| Ювентус          | 2008/09          | 23   | −26  | 2     | −2    | 5         | −4        | 30    | −32   |
| Ювентус          | 2009/10          | 27   | −33  | 1     | −2    | 7         | −8        | 35    | −43   |
| Ювентус          | 2010/11          | 16   | −17  | 1     | 0     | 0         | 0         | 17    | −17   |
| Ювентус          | 2011/12          | 35   | −16  | 0     | 0     | —         | —         | 35    | −16   |
| Ювентус          | 2012/13          | 32   | −19  | 2     | −2    | 10        | −8        | 44    | −29   |
| Ювентус          | 2013/14          | 33   | −20  | 1     | 0     | 14        | −13       | 48    | −33   |
| Ювентус          | 2014/15          | 33   | −20  | 1     | −2    | 13        | −10       | 47    | −32   |
| Ювентус          | 2015/16          | 35   | −17  | 1     | 0     | 8         | −9        | 44    | −26   |
| Ювентус          | 2016/17          | 30   | −24  | 1     | −1    | 12        | −7        | 43    | −32   |
| Ювентус          | 2017/18          | 21   | −14  | 4     | −3    | 9         | −11       | 34    | −28   |
| Ювентус          | Итого            | 509  | −379 | 23    | −23   | 124       | −116      | 656   | −518  |
| Пари Сен-Жермен  | 2018/19          | 17   | −18  | 3     | −1    | 5         | −6        | 25    | −25   |
| Пари Сен-Жермен  | Итого            | 17   | −18  | 3     | −1    | 5         | −6        | 25    | −25   |
| Ювентус          | 2019/20          | 9    | −10  | 5     | −2    | 1         | 0         | 15    | −12   |
| Ювентус          | 2020/21          | 8    | −5   | 5     | −4    | 1         | 0         | 14    | −9    |
| Ювентус          | Итого            | 17   | −15  | 10    | −6    | 2         | 0         | 29    | −21   |
| Парма            | 2021/22          | 26   | -27  | 0     | 0     | —         | —         | 26    | -27   |
| Парма            | 2022/23          | 18   | -22  | 1     | −2    | —         | —         | 19    | -24   |
| Парма            | Итого            | 44   | -49  | 1     | −2    | 0         | 0         | 45    | -51   |
| Всего за карьеру | Всего за карьеру | 756  | −623 | 52    | −45   | 167       | −156      | 975   | −824  |

### Выступления за сборную
| Сборная          | Год              | Отборочные матчи ЧМ | Отборочные матчи ЧМ | Финальные матчи ЧМ | Финальные матчи ЧМ | Отборочные матчи ЧЕ | Отборочные матчи ЧЕ | Финальные матчи ЧЕ | Финальные матчи ЧЕ | Кубки конфедераций | Кубки конфедераций | Товарищеские матчи | Товарищеские матчи | Итого | Итого |
| Сборная          | Год              | Игры                | Голы                | Игры               | Голы               | Игры                | Голы                | Игры               | Голы               | Игры               | Голы               | Игры               | Голы               | Игры  | Голы  |
| ---------------- | ---------------- | ------------------- | ------------------- | ------------------ | ------------------ | ------------------- | ------------------- | ------------------ | ------------------ | ------------------ | ------------------ | ------------------ | ------------------ | ----- | ----- |
| Италия           | 1997             | 1                   | −1                  | —                  | —                  | —                   | —                   | —                  | —                  | —                  | —                  | —                  | —                  | 1     | −1    |
| Италия           | 1998             | —                   | —                   | —                  | —                  | 1                   | 0                   | —                  | —                  | —                  | —                  | 2                  | −1                 | 3     | −1    |
| Италия           | 1999             | —                   | —                   | —                  | —                  | 6                   | −5                  | —                  | —                  | —                  | —                  | 2                  | −3                 | 8     | −8    |
| Италия           | 2000             | —                   | —                   | —                  | —                  | —                   | —                   | —                  | —                  | —                  | —                  | 4                  | −3                 | 4     | −3    |
| Италия           | 2001             | 5                   | −1                  | —                  | —                  | —                   | —                   | —                  | —                  | —                  | —                  | 2                  | −3                 | 7     | −4    |
| Италия           | 2002             | —                   | —                   | 4                  | −5                 | 3                   | −3                  | —                  | —                  | —                  | —                  | 5                  | −4                 | 12    | −12   |
| Италия           | 2003             | —                   | —                   | —                  | —                  | 5                   | −1                  | —                  | —                  | —                  | —                  | 2                  | 0                  | 7     | −1    |
| Италия           | 2004             | 4                   | −5                  | —                  | —                  | —                   | —                   | 3                  | −2                 | —                  | —                  | 5                  | −4                 | 12    | −11   |
| Италия           | 2005             | 2                   | 0                   | —                  | —                  | —                   | —                   | —                  | —                  | —                  | —                  | 1                  | 0                  | 3     | 0     |
| Италия           | 2006             | —                   | —                   | 7                  | −2                 | 4                   | −5                  | —                  | —                  | —                  | —                  | 4                  | −3                 | 15    | −10   |
| Италия           | 2007             | —                   | —                   | —                  | —                  | 7                   | −3                  | —                  | —                  | —                  | —                  | 1                  | −3                 | 8     | −6    |
| Италия           | 2008             | 2                   | −1                  | —                  | —                  | —                   | —                   | 4                  | −4                 | —                  | —                  | 3                  | −4                 | 9     | −9    |
| Италия           | 2009             | 5                   | −3                  | —                  | —                  | —                   | —                   | —                  | —                  | 3                  | −5                 | 3                  | −2                 | 11    | −10   |
| Италия           | 2010             | —                   | —                   | 1                  | −1                 | —                   | —                   | —                  | —                  | —                  | —                  | 1                  | −2                 | 2     | −3    |
| Италия           | 2011             | —                   | —                   | —                  | —                  | 6                   | −1                  | —                  | —                  | —                  | —                  | 4                  | −3                 | 10    | −4    |
| Италия           | 2012             | 3                   | −3                  | —                  | —                  | —                   | —                   | 6                  | −7                 | —                  | —                  | 2                  | −1                 | 11    | −11   |
| Италия           | 2013             | 5                   | −3                  | —                  | —                  | —                   | —                   | —                  | —                  | 5                  | −10                | 5                  | −6                 | 15    | −19   |
| Италия           | 2014             | —                   | —                   | 2                  | −2                 | 4                   | −2                  | —                  | —                  | —                  | —                  | 2                  | −2                 | 8     | −6    |
| Италия           | 2015             | —                   | —                   | —                  | —                  | 5                   | −3                  | —                  | —                  | —                  | —                  | 3                  | −5                 | 8     | −8    |
| Италия           | 2016             | 4                   | −4                  | —                  | —                  | —                   | —                   | 4                  | −1                 | —                  | —                  | 5                  | −7                 | 13    | −12   |
| Италия           | 2017             | 8                   | −5                  | —                  | —                  | —                   | —                   | —                  | —                  | —                  | —                  | —                  | —                  | 8     | −5    |
| Италия           | 2018             | —                   | —                   | —                  | —                  | —                   | —                   | —                  | —                  | —                  | —                  | 1                  | −2                 | 1     | −2    |
| Всего за карьеру | Всего за карьеру | 39                  | −26                 | 14                 | −10                | 41                  | −23                 | 17                 | −14                | 8                  | −15                | 57                 | −58                | 176   | −146  |

## Достижения

### Командные
«Парма»
- Обладатель Кубка Италии: 1998/99
- Обладатель Суперкубка Италии: 1999
- Обладатель Кубка УЕФА: 1998/99

«Ювентус»
- Чемпион Италии (10): 2001/02, 2002/03, (2004/05, 2005/06)[e], 2011/12, 2012/13, 2013/14, 2014/15, 2015/16, 2016/17, 2017/18, 2019/20
- Чемпион Серии B: 2006/07
- Обладатель Кубка Италии (5): 2014/15, 2015/16, 2016/17, 2017/18, 2020/21
- Обладатель Суперкубка Италии (6): 2002, 2003, 2012, 2013, 2015, 2020
- Финалист Лиги чемпионов (3): 2003, 2015, 2017

«Пари Сен-Жермен»
- Чемпион Франции: 2018/19
- Обладатель Суперкубка Франции: 2018

Сборная Италии
- Чемпион мира: 2006
- Вице-чемпион Европы: 2012
- Бронзовый призёр Кубка конфедераций: 2013
- Чемпион Европы среди молодёжи: 1996
- Победитель Средиземноморских игр: 1997

### Личные
- Лучший вратарь XXI века по версии МФФИИС[356]
- Лучший вратарь десятилетия по версии МФФИИС (2001—2011)
- Лучший футбольный вратарь года в Италии (Оскар дель Кальчо) (13): 1999, 2001, 2002, 2003, 2004, 2005, 2006, 2008, 2012, 2014, 2015, 2016, 2017[357][358]
- Лучший футболист года в Италии: 2017[359]
- Обладатель трофея «Браво»: 1999[38]
- Лучший вратарь мира по версии МФФИИС (5): 2003, 2004, 2006, 2007, 2017[186][360]
- Лучший вратарь Европы по версии УЕФА (3): 2003, 2016, 2017
- Клубный футболист года по версии УЕФА: 2003[63]
- Входит в состав символической сборной Лиги чемпионов УЕФА (2): 2014/15[130], 2016/17[176]
- Входит в состав символической сборной Европы по версии ESM (2): 2002/03[361], 2016/17[362]
- Входит в состав символической сборной года по версии УЕФА (5): 2003, 2004, 2006, 2016, 2017[63][165][190]
- Лучший вратарь европейского клубного сезона (2): 2002/03, 2016/17
- Обладатель приза Льва Яшина (Лучший вратарь чемпионата мира): 2006[53]
- Член символической сборной чемпионата мира 2006[259]
- Входит в состав символической сборной года по версии ФИФПРО (3): 2006[363], 2007[364], 2017[183]
- Входит в состав символической сборной года Серии А (5): 2012[365], 2014[366], 2015[137], 2016[367], 2017[185]
- Член символической сборной чемпионата Европы (2): 2008[264], 2012[277]
- Входит в состав символической сборной года Лиги Европы УЕФА: 2013/14[110]
- Входит в состав символической сборной года по версии France Football: 2015[368]
- Обладатель премии Golden Foot: 2016[369]
- Обладатель премии Гаэтано Ширеа: 2016[1]
- Обладатель премии The Best FIFA Goalkeeper: 2017[182]
- Входит в список ФИФА 100[61]
- Премия Globe Soccer Awards за выдающуюся карьеру: 2024[370]
- Награда президента УЕФА: 2024[371]

### Государственные награды
- Офицер ордена «За заслуги перед Итальянской Республикой» (2006)[372]
- Золотая цепь за спортивные заслуги (2006)[373]

## Рекорды
- Наибольшее количество матчей в чемпионате Италии: 653 матча[f]
- Наибольшее количество матчей за «Ювентус» в чемпионате Италии: 484[f][374]
- Наибольшее количество матчей за «Ювентус» в матчах итальянских лиг (Серия А и Серия В): 522[f][375]
- Наибольшее количество матчей за «Ювентус» в Суперкубке Италии: 8[375]
- Наибольшее количество матчей за «Ювентус» в Лиге чемпионов: 117[g][375]
- Наибольшее количество матчей за «Ювентус» в клубных турнирах УЕФА: 126[g][375]
- Наибольшее количество матчей за клубы среди итальянских игроков: 920[f][214][215]
- Рекордсмен по матчам за сборную Италии: 176[376]
- Наибольшее количество матчей за сборную Италии в отборочных матчах чемпионатов мира: 39[377]
- Наибольшее количество матчей за сборную Италии на чемпионатах Европы: 17[378][379]
- Наибольшее количество матчей за сборную Италии в отборочных матчах чемпионата Европы: 41[380]
- Наибольшее количество матчей в качестве капитана сборной Италии: 80[381]
- Наименьшее количество голов, пропущенных на одном чемпионате мира ФИФА, который в итоге был выигран: 2 гола в 7 матчах[h]
- Самая длинная серия минут без пропущенных голов в одном сезоне чемпионата Италии: 974[383]
- Самый возрастной голкипер, отбивавший пенальти в матче Серии А (43 года и 103 дня)[228]
- Наибольшее количество «сухих» матчей подряд в одном сезоне Серии А: 10[142]
- Наибольшее количество «сухих» матчей в одном сезоне Серии А: 21[384]
- Наибольшее количество «сухих» матчей за сборную Италии: 77[385]
- Наибольшее количество «сухих» матчей за сборную Италии на чемпионатах мира: 6[386]
- Наибольшее количество «сухих» матчей за сборную Италии на чемпионатах Европы: 8[387]
- Наибольшее количество «сухих» матчей за сборную Италии в отборочных турнирах на чемпионаты мира: 21[388]
- Наибольшее количество «сухих» матчей за сборную Италии в отборочных турнирах на чемпионаты Европы: 23[389]
- Наибольшее количество «сухих» матчей в Серии А: 296[f][390]
- Наибольшее количество отбитых пенальти в составе сборной Италии: 5[391]
- Наибольшее количество чемпионских титулов Серии А, выигранных одним игроком: 10[a][172]
- Наибольшее количество побед в Кубке Италии: 6[i]
- Наибольшее количество наград лучшему вратарю года в Италии: 12[392]
- Наибольшее количество наград лучшему вратарю мира по версии МФФИИС: 5[j][186]

## Личная жизнь
Буффон был женат на чешской модели Алене Шередовой, вице-мисс Чехии 1998 года. Они поженились в июне 2011 года, а состояли в отношениях с 2005. У них двое сыновей, первый — Луи Тома, рождённый в декабре 2007 года и названный так в честь камерунского вратаря Тома Н’Коно, который является одним из кумиров Буффона. Второй сын — Дэвид Ли, он родился в октябре 2009 года. В мае 2014 года пара объявила о разводе. Вскоре Джанлуиджи завёл романтические отношения с итальянской журналисткой и телеведущей Иларией Д’Амико. 6 января 2016 года пара объявила о рождении сына Леопольдо Маттиа. Летом 2017 года они обручились. Ещё до брака с Шередовой Буффон также имел отношения со спринтером сборной Италии по лёгкой атлетике Винченцой Кали.
«Я часто плачу и делаю это в одиночестве. Это придаёт облегчение и позволяет ощущать себя человеком. Никогда не плачу из-за футбола. Футбол может меня растрогать, но не из-за поражения как такого. Это нечто более сложное и романтичное»
14 ноября 2008 года Буффон выпустил итальянское издание биографической книги о себе под названием «Номер 1», она была написана в сотрудничестве с писателем и журналистом Corriere della Sera Роберто Перроне. В своей автобиографии он рассказал, что страдал от приступов депрессии в сезоне 2003/04 после поражения «Ювентуса» в серии пенальти в финале Лиги чемпионов 2003 года и из-за плохой игры «старой синьоры» в том сезоне. В 2013 году он пояснил, что с декабря 2003 года по июнь 2004 года регулярно посещал психолога, однако отказывался принимать лекарства и впоследствии ему удалось стабилизировать своё состояние. В январе 2019 года он также сообщил, страдал от панических атак в начале своей карьеры в «Ювентусе», в результате чего он даже пропустил одну из игр. Буффон является католиком. В апреле 2021 года он объявил о создании собственной футбольной академии для детей и подростков.
В детстве Буффон поддерживал ряд футбольных клубов, в частности клуб из своего родного города — «Каррарезе», а также «Дженоа» и немецкую «Боруссию Мёнхенгладбах». Немецкий клуб он поддерживал потому что не знал, как произносится его название. До семи лет он являлся болельщиком «Ювентуса», впоследствии стал фанатом «Интернационале» — из-за его восхищения тренером Джованни Трапаттони. Позднее он также болел за «Пескару», «Комо», «Авеллино» и «Кампобассо». Также в детстве Буффон был членом ультрас «Каррарезе», в частности — «Commando Ultrà Indian Tips». Название этой группировки и по сей день нанесено на его вратарские перчатки.

## Вне футбола

### Рекламные контракты
На протяжении всей карьеры Буффон сотрудничает с Puma — немецкой компанией по производству спортивной одежды и обуви, он играет в перчатках и бутсах производства Puma. Не раз снимался в рекламе Puma. Также он принимал участие и в рекламных роликах от Pepsi, в том числе в рекламе чемпионата мира 2002 года в Корее и Японии, где он вместе с несколькими футболистами, включая Дэвида Бекхэма, Рауля и Роберто Карлоса, вступил в бой с командой сумоистов. В 2009 году Буффон, который является любителем покера, заключил рекламное соглашение с онлайн-ресурсом PokerStars.
Джанлуиджи Буффон вместе с Криштиану Роналду изображены на обложке итальянского издания футбольного симулятора от Konami Pro Evolution Soccer 2008. В 2016 году он стал новым рекламным лицом Amica Chips, а также Head & Shoulders в Италии. На протяжении сезона 2017/18 Джанлуиджи снялся в документальном сериале от Netflix про «Ювентус». В мае 2018 года было объявлено о партнёрстве Буффона с видеоигрой World of Tanks. В конце того же года он также снялся в рекламном ролике производителя пива Birra Moretti. В декабре 2019 года Буффон объявил о своём сотрудничестве с испанской компанией Kimoa, принадлежащей испанскому автогонщику Фернандо Алонсо, для выпуска четырёх различных моделей солнцезащитных очков ограниченным тиражом, которые представляют четыре разных европейских города, связанных с карьерой Буффона и его достижениями. В январе 2020 года итальянец сыграл эпизодическую роль в музыкальном клипе Бьяджо Антоначчи под названием «Ti saprò aspettare», где он тренирует детскую футбольную команду.

### Бизнес
Помимо футбола, Джанлуиджи занимается бизнесом. Он является владельцем отеля Stella della Versilia и купальни Ла Романина в Ронки-деи-Леджонари. Вместе со своими родителями он владеет компанией, которая имеет в собственности пять шале на горнолыжном курорте в Лимоне-Пьемонте, пятью квартирами в Парме, виллой в Форте-деи-Марми, а также 20-ю квартирами, расположенными в городах Канниджоне, Палау, Порто Ротондо, Санте-Терезе-Галлуре и Лишия-ди-Вакка в Порто-Черво, плюс два дома в Риволи и один в Турине. В его собственности находятся несколько автостоянок, магазинов и ресторан Zerosei в центре Пистойи.
В июле 2010 года Буффон стал акционером итальянского клуба «Каррарезе», который основан в его родном городе. Первоначально Буффон владел половиной акций клуба вместе с Кристиано Лукарелли и Маурицио Мианом. В июне 2011 года он приобрёл ещё 20 % акций этого клуба. 6 июля 2012 года Буффон стал единственным владельцем «Каррарезе», выкупив полный пакет акций через свою компанию Buffon & Co. В июле 2015 года Буффон продал 70 % акций клуба, оставшись миноритарным акционером. После продолжавшихся проблем с финансированием, клуб официально объявил о банкротстве 11 марта 2016 года.
В мае 2011 года Буффон вошёл в совет директоров итальянской компании CDA Zucchi, занимающейся производством текстиля, с долей акций в 19,4 %. К 2015 году Буффон приобрёл 56 % акций компании, и, по сообщениям, инвестировал 20 миллионов евро, чтобы спасти её от банкротства. Впоследствии Zucchi был приобретён французским инвестиционным фондом Astrance Capital, а Джанлуиджи сохранил 15 % акций компании. В 2017 году он выпустил собственную линейку вина под названием «Буффон № 1».

### Критика и конфликты
Во время выступлений за «Парму» перед стартом сезона 2000/01 Буффон решил сменить свой игровой номер с 1 на 88, что вызвало негативную реакцию среди итальянской общественности. Буффон утверждал, что не знал о неонацистской коннотации числа, заявив, что это число представляет собой символ стойкости. В итоге итальянский голкипер сменил свой номер на 77. Чуть ранее инцидента с номером, в сентябре 1999 года, Буффон столкнулся с резкой критикой и строгими дисциплинарными санкциями за то, что он носил игровую футболку с написанным на ней от руки фашистским лозунгом «Boia chi molla» (с итал. — «Кто уступает борьбу, является палачом»), созданным во времена правления Бенито Муссолини и являющегося символикой неофашистской организации страны, в этой футболке он дал интервью после матча с «Лацио». Впоследствии Буффон публично извинился, заявив, что это был глупый и наивный жест, а также уточнил, что не знал о фашистских ассоциациях этой фразы. Он заявил, что впервые встретил его ещё в детстве, а использовал на форме лишь для мотивации своих товарищей по команде и болельщиков, поскольку «Парма» была не в лучшей форме. В 2000 году Буффон рисковал получить тюремный срок за подделку диплома средней школы, чтобы поступить на юридический факультет Пармского университета, однако в конечном итоге наказание ограничилось штрафом.
12 мая 2006 года, в разгар коррупционного скандала в итальянском футболе, Буффона обвинили в незаконных ставках на матчи чемпионата Италии, что поставило под угрозу его место в составе итальянской сборной на чемпионате мира 2006 года. Буффон был допрошен по этому поводу в прокуратуре и заявил, что делал легальные ставки на спортивные матчи до тех пор, пока в октябре 2005 года футболистам не запретили это делать, однако он не занимался ставками на матчи Серии А. В итоге итальянский голкипер поехал на ЧМ-2006, а к концу года с него были сняты все обвинения. После победы сборной Италии на мундиале Буффон вновь вызвал негативные высказывания в свой адрес, когда показал плакат, который он получил от фанатов, с надписью «Fieri di essere italiani» (с итал. — «Горжусь быть итальянцем»), а также изображением кельтского креста — символа для обозначения превосходства белых людей. Позже Буффон заявил, что не видел информацию на плакате.
11 апреля 2018 года в ответном матче 1/4 финала Лиги чемпионов 2017/18 против мадридского «Реала» «Ювентусу» требовалась победа со счётом 3:0, чтобы перевести матч в дополнительное время. Итальянская команда смогла забить три безответных мяча, однако на 93-й минуте матча судья Майкл Оливер назначил пенальти в пользу «сливочных», который спустя несколько минут был реализован Криштиану Роналду. Перед этим Буффон был удалён за активные споры с Оливером.
«Назначать такой пенальти и показывать красную карточку тому, кто ни разу в карьере её не получал, просто неприемлемо. Если вы это делаете, то вы животное и имеете мусорный бак вместо сердца».
Рассуждения о целесообразности всего инцидента получили широкое распространение в СМИ. Впоследствии итальянский голкипер получил дисквалификацию на три матча за острые высказывания об арбитре встречи после матча. В дальнейшем Буффон принёс извинения за свои слова.

### Общественная деятельность
Помимо прочего, Буффон занимается благотворительной деятельностью. По случаю чемпионства в сезоне 2012/13 Буффон вместе с Джорджо Кьеллини выставили атрибуты своей игровой формы на продажу, вырученные средства пошли на благотворительность. В 2012 году Буффон присоединился к программе УЕФА, направленной на борьбу с расизмом, дискриминацией и нетерпимостью в футболе. 1 сентября 2014 года итальянский голкипер вместе со многими другими известными футболистами принял участие в «Матче за мир», который проходил на Олимпийском стадионе в Риме, вырученные средства от данной игры были переданы на благотворительность. В октябре 2019 года Буффон был назначен послом доброй воли ООН по Всемирной продовольственной программе.
Перед парламентскими выборами в Италии 2013 года Буффон публично поддержал тогдашнего премьер-министра Марио Монти. Также он был одним из итальянских знаменитостей, подписавших петицию в пользу Конституционного референдума 2016 года в Италии.